# Biserica de lemn din Belejeni

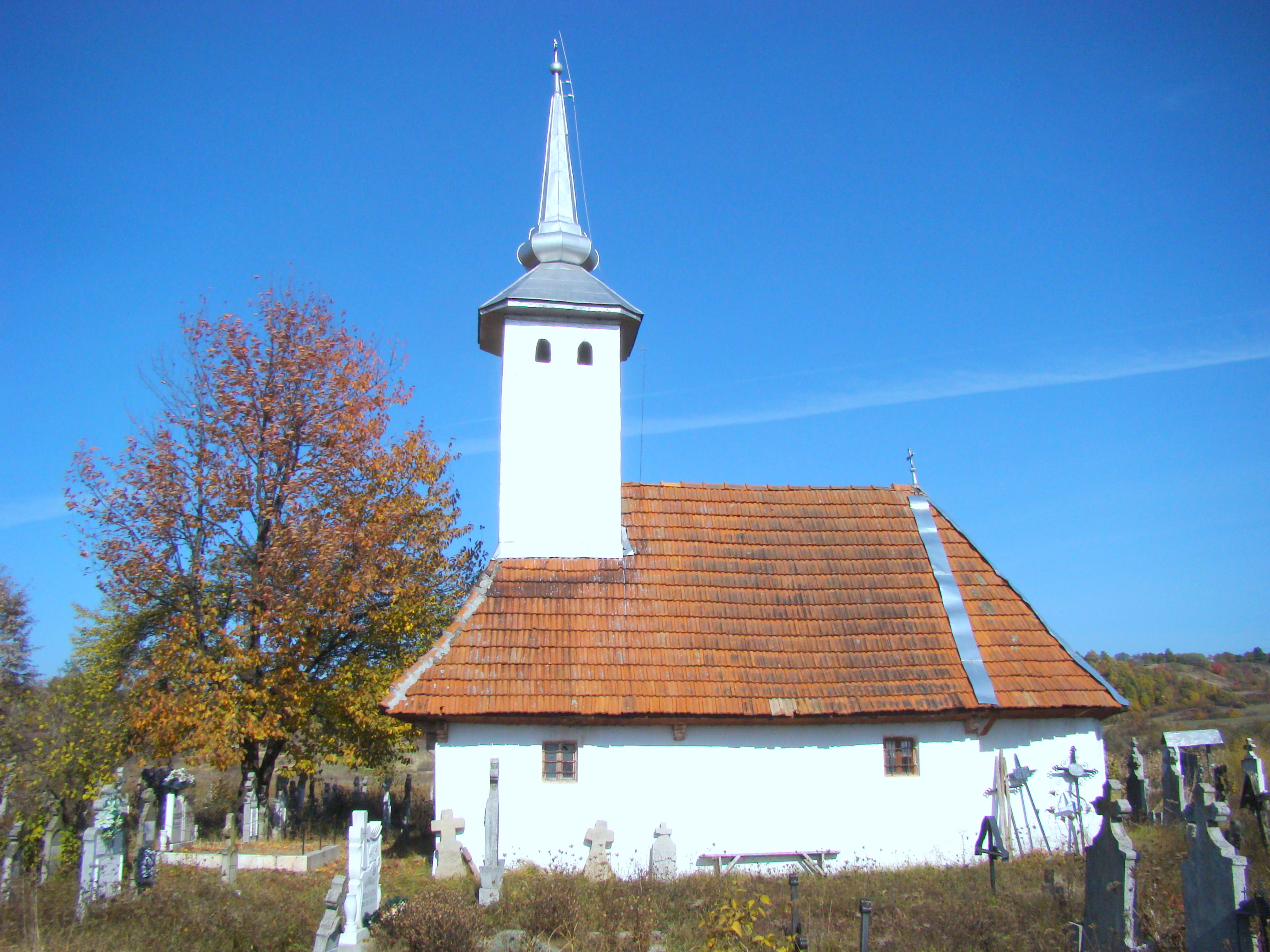
Biserica de lemn „Buna Vestire” din Belejeni, județul Bihor, foto: octombrie 2011

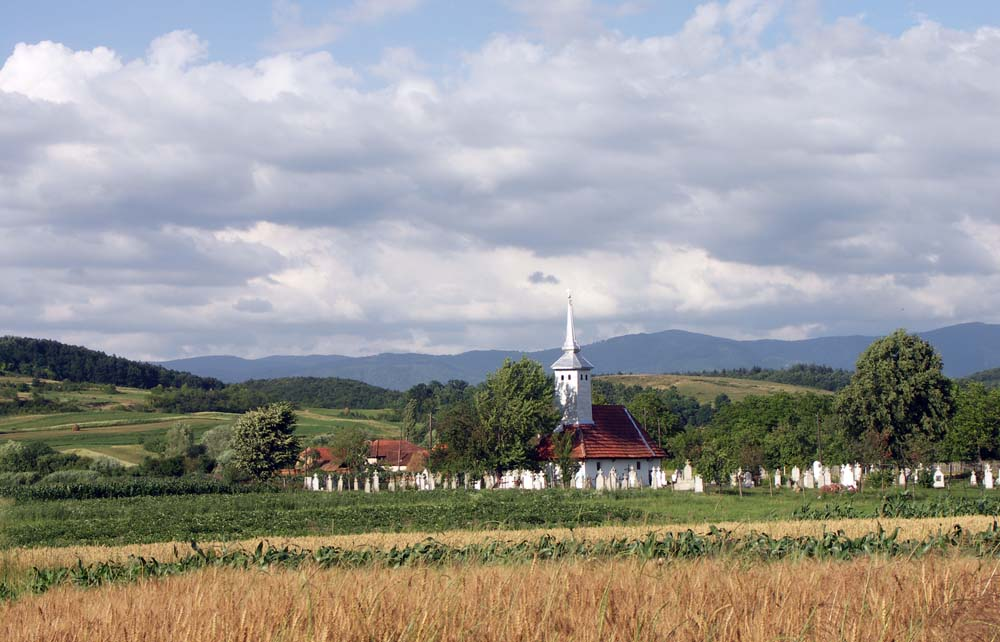
Biserica de lemn, ascunsă între grădini, 2008

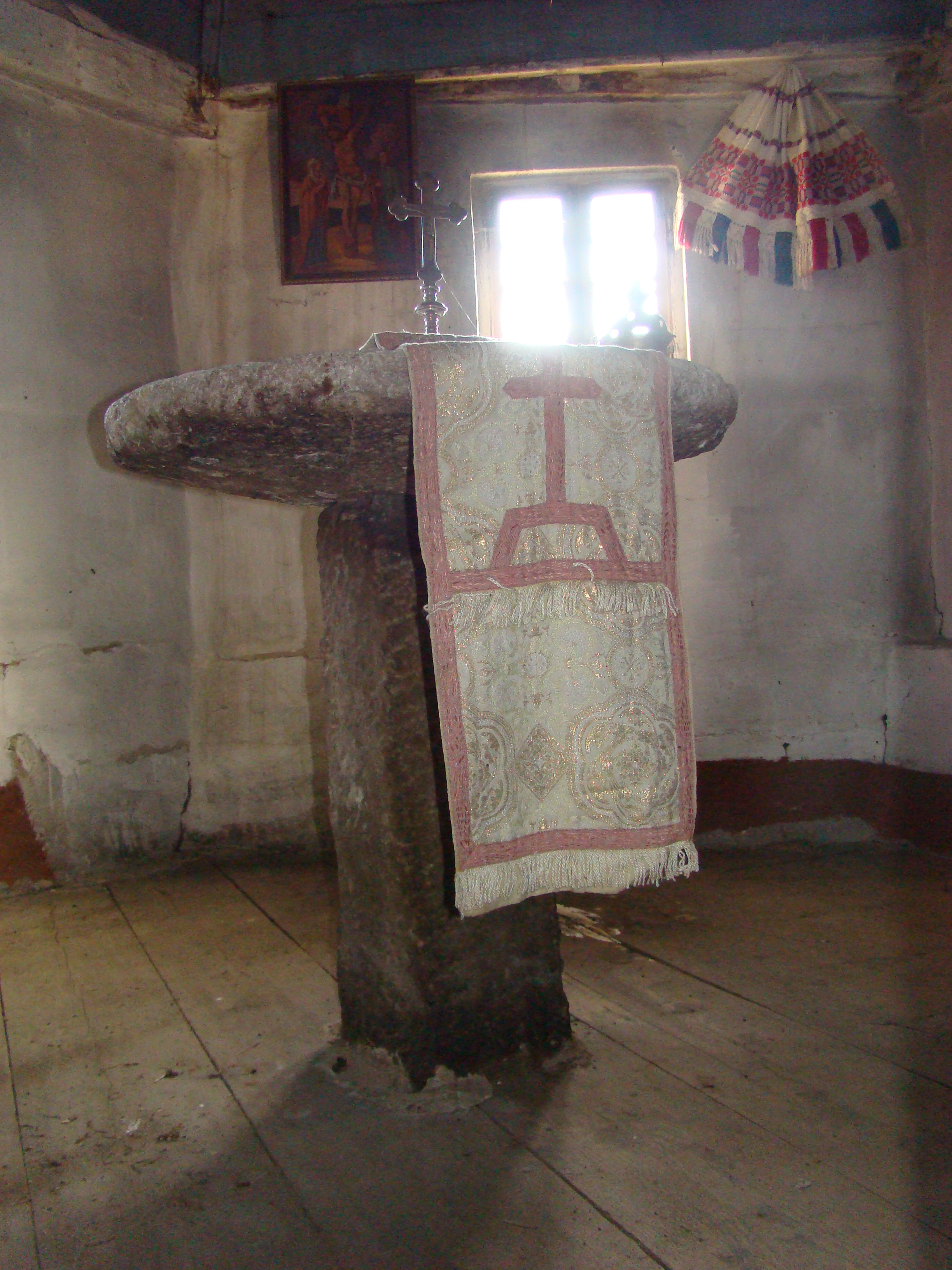
Sfânta Masă

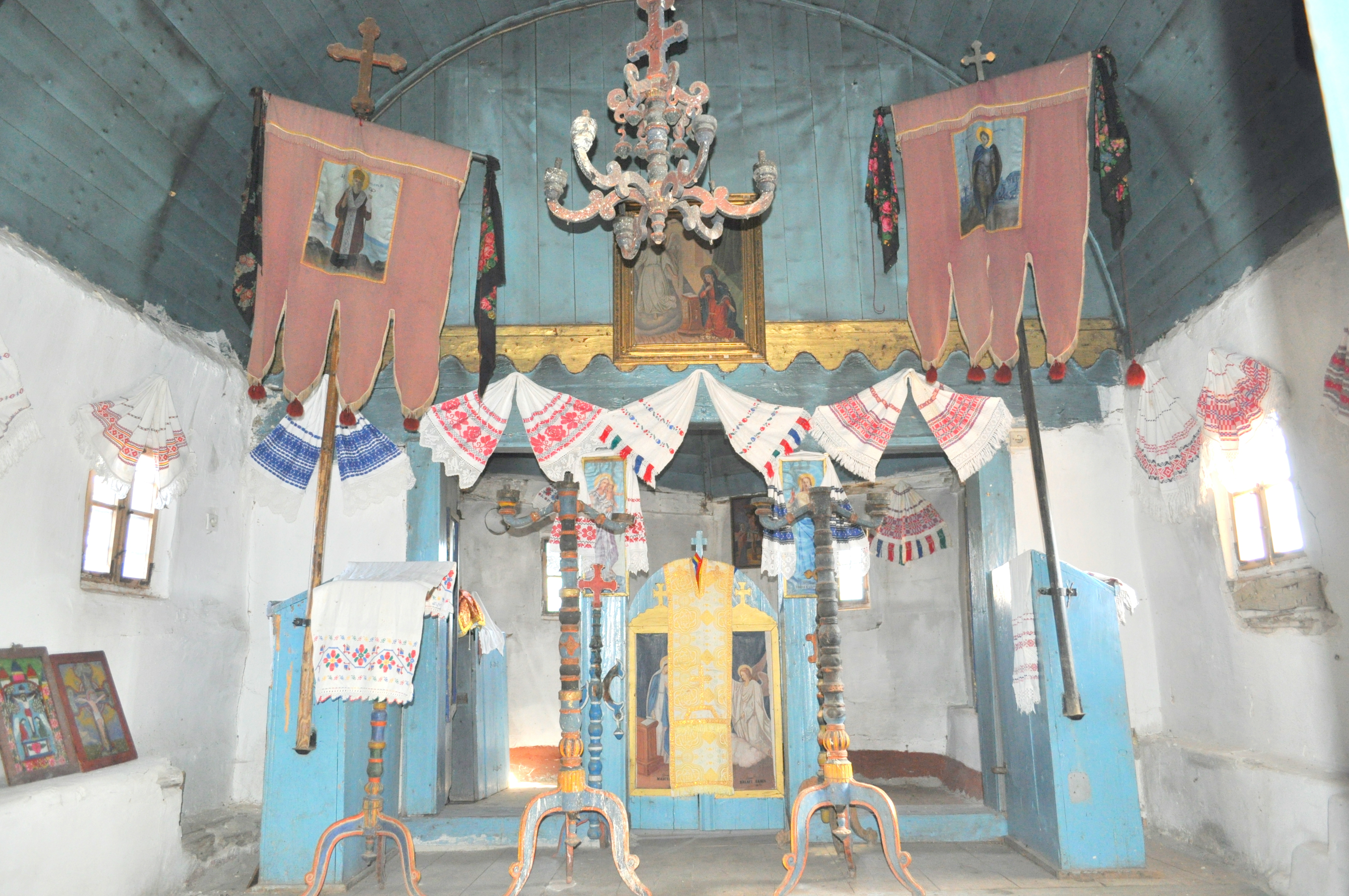
Interiorul navei

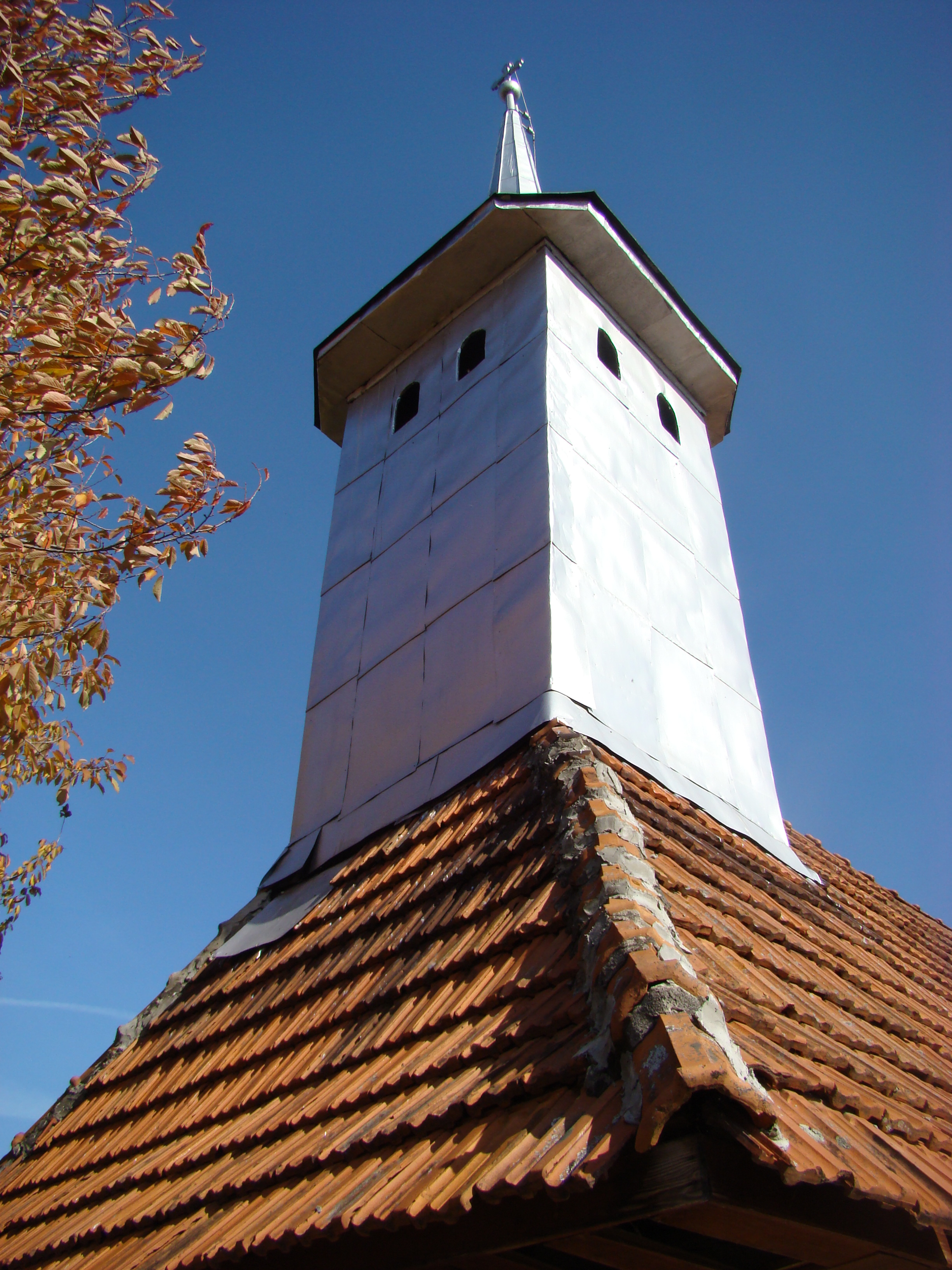
Turnul-clopotniță

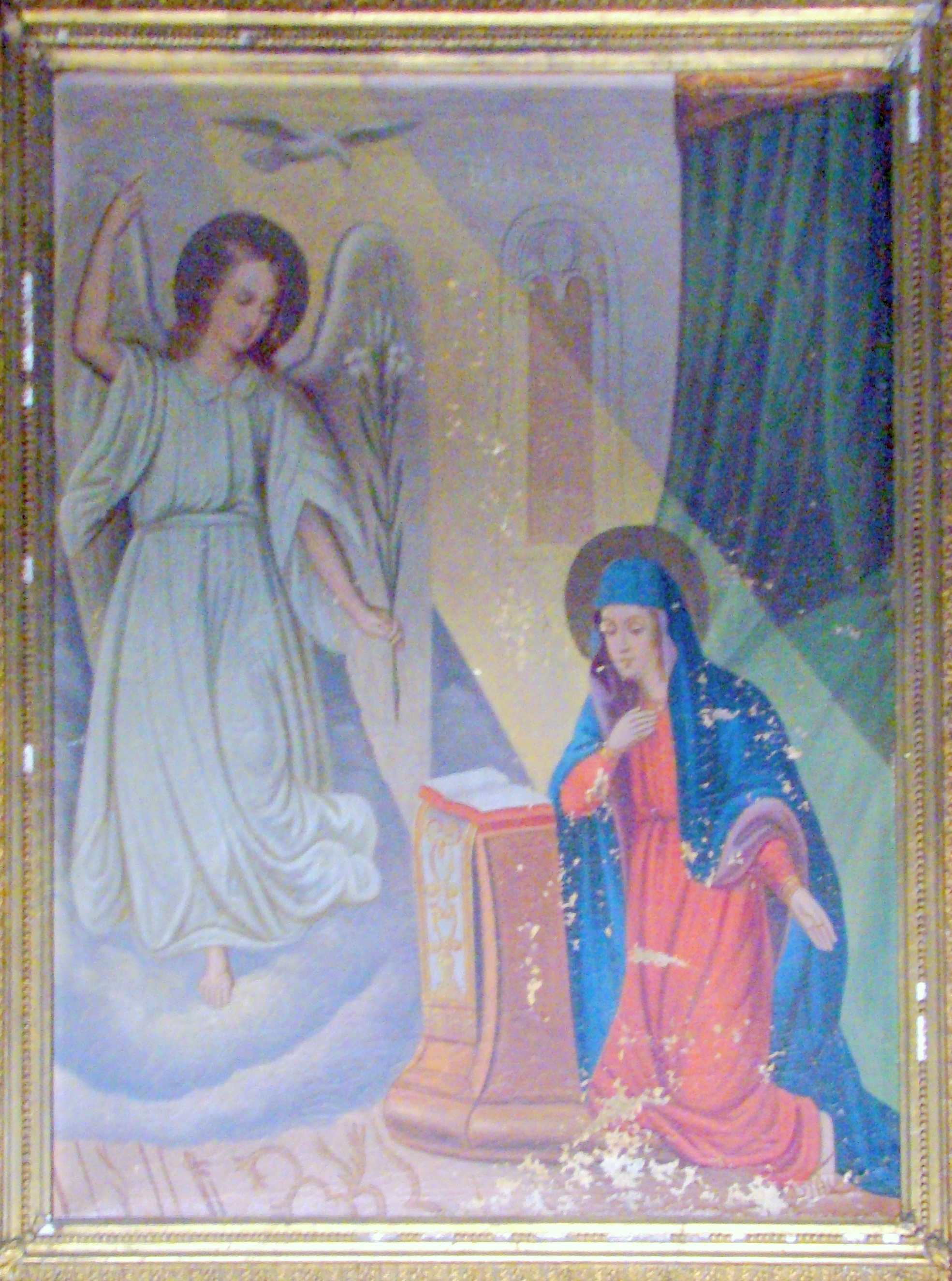
Buna Vestire

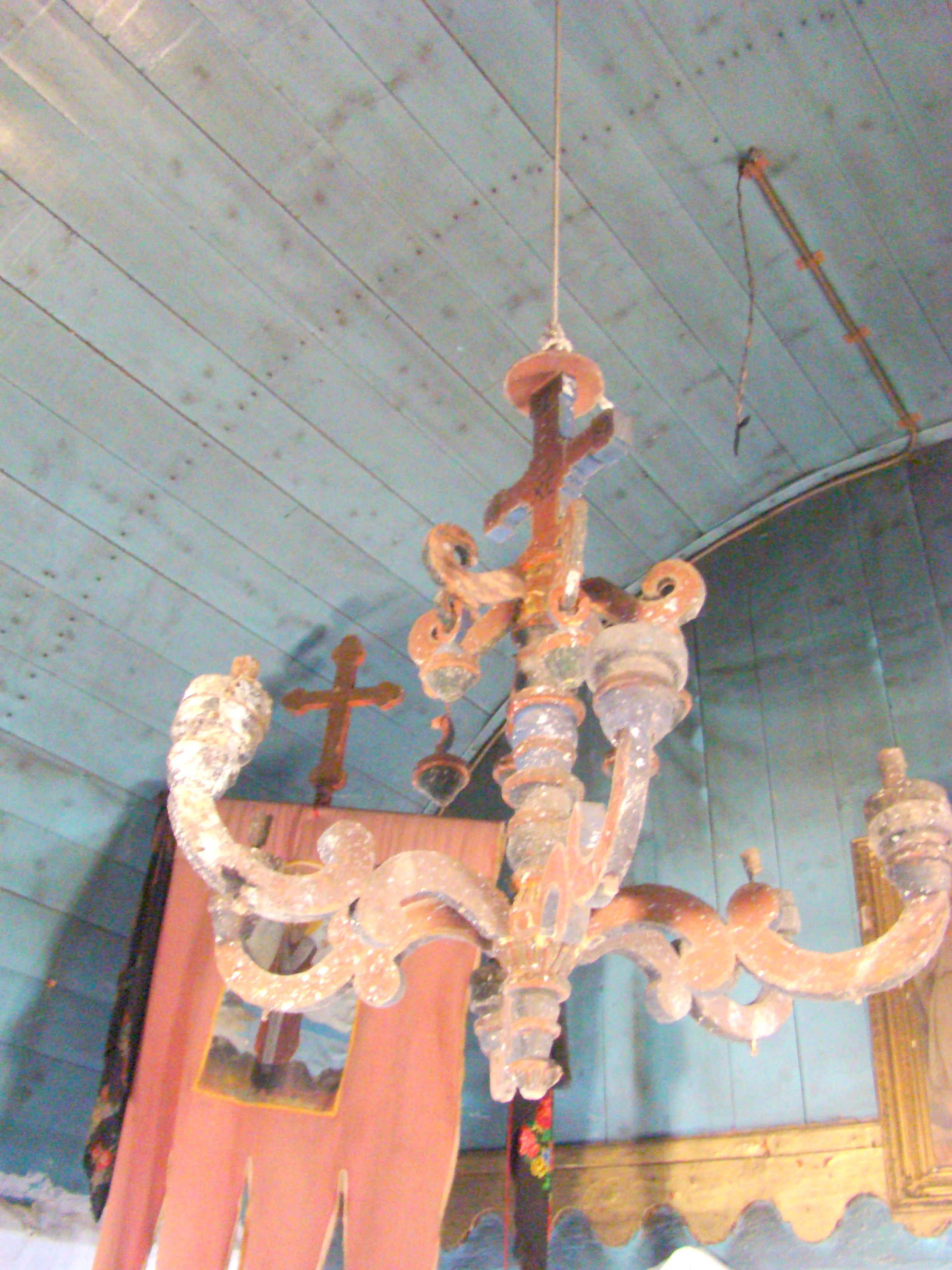
Candelabru vechi

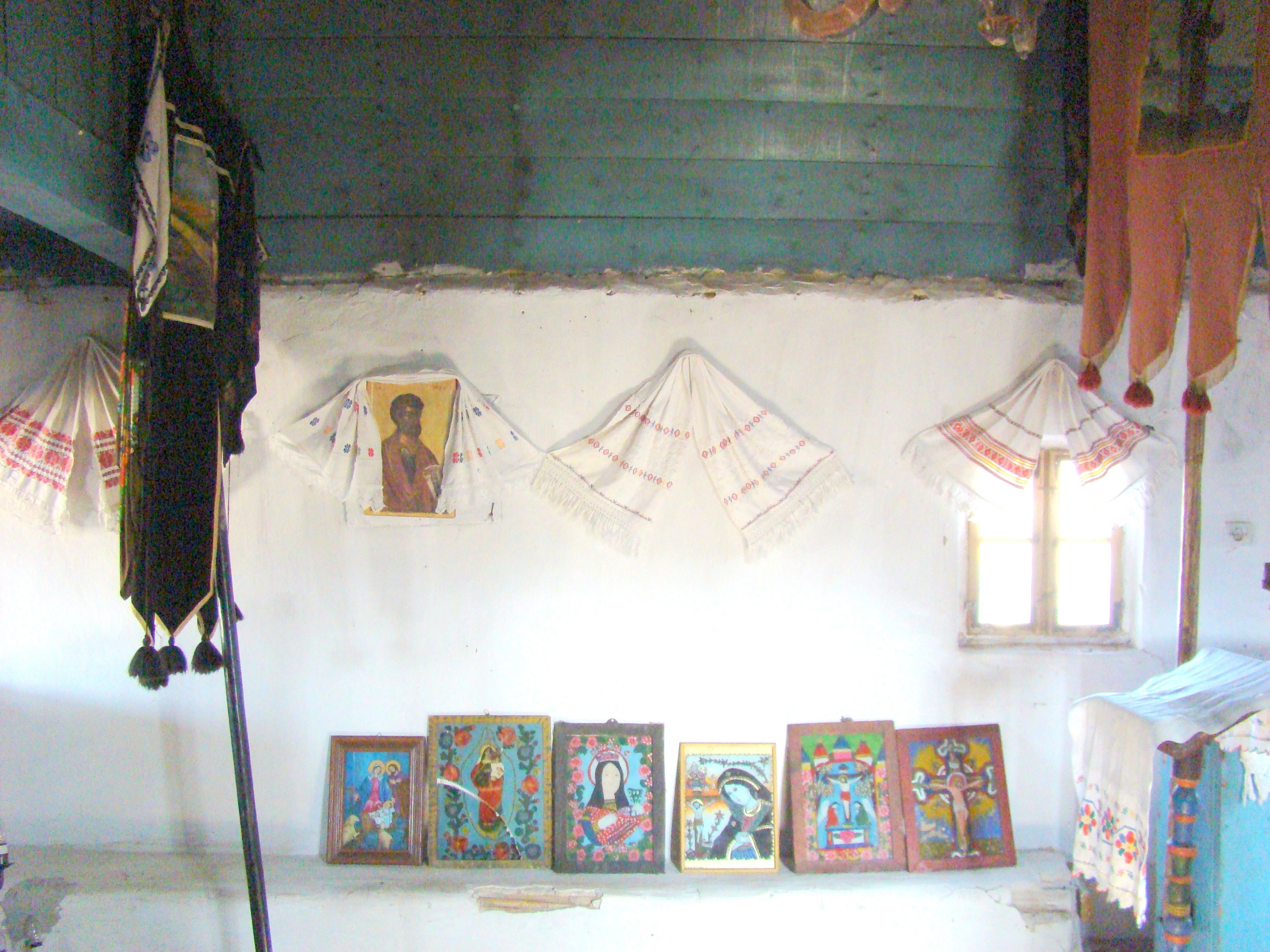
Naos, latura de nord

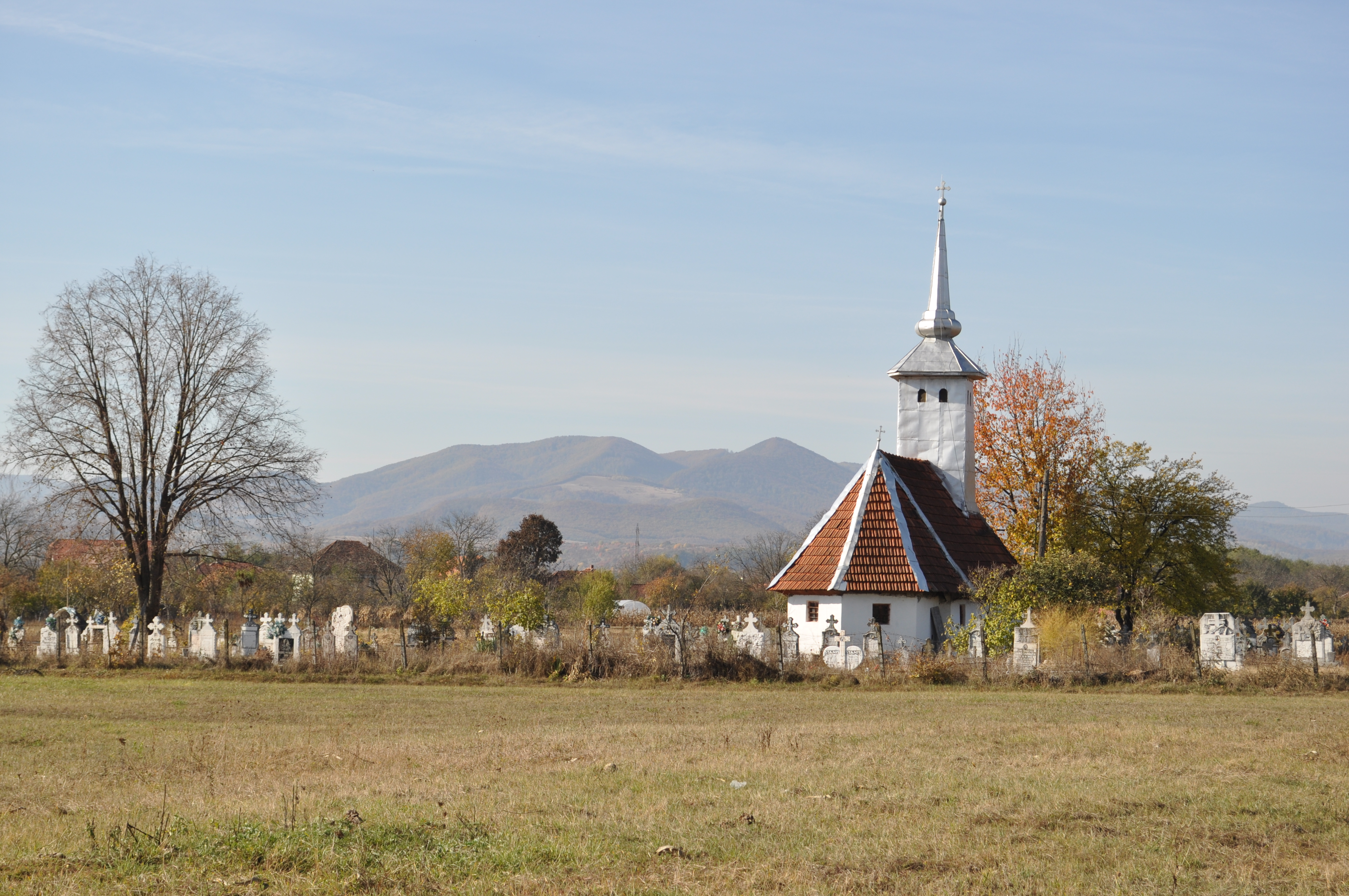
Biserica în cimitir

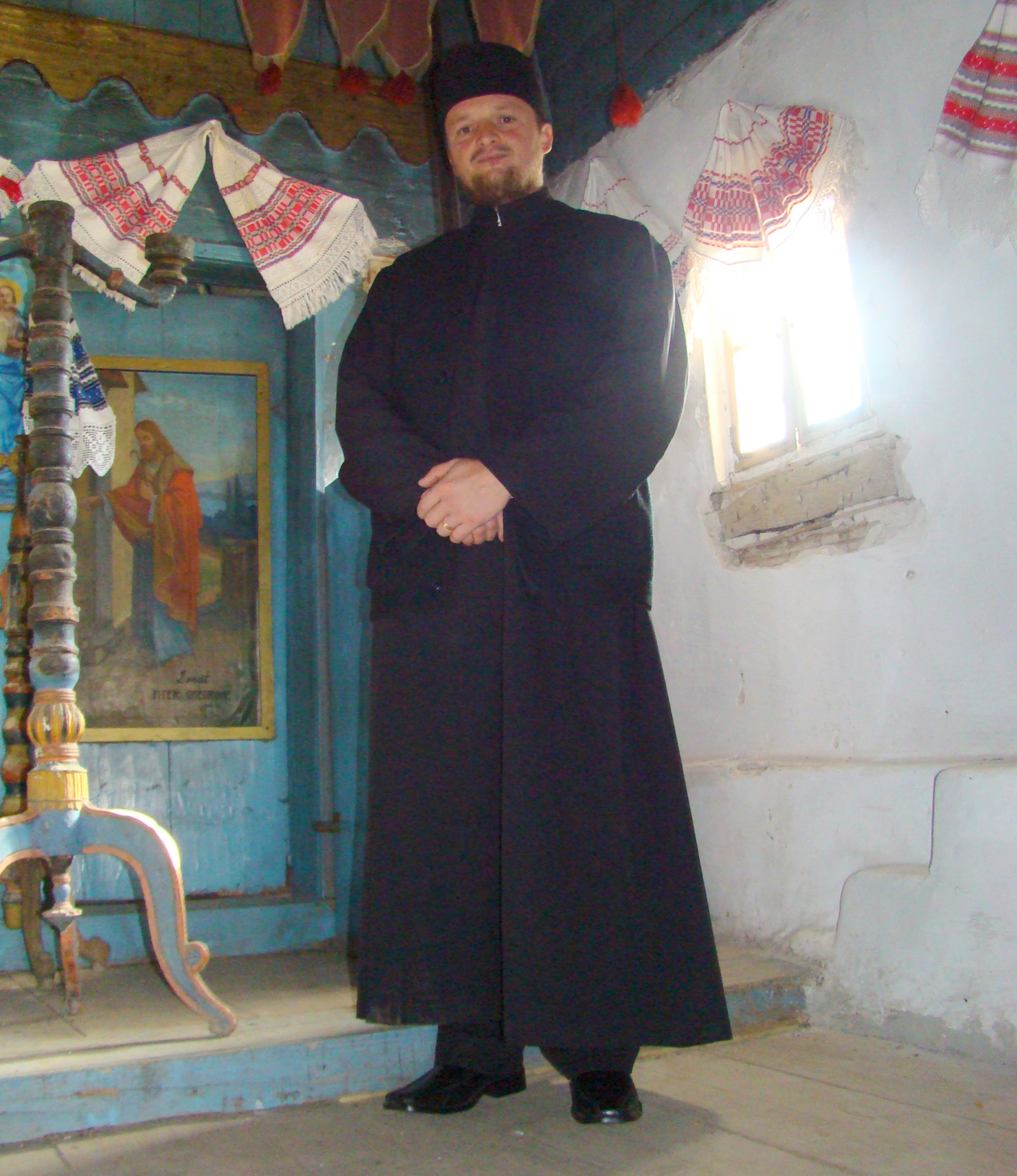
Preotul paroh Hulber Cristian

Biserica de lemn din Belejeni se află în localitatea omonimă din județul Bihor. Biserica a fost ridicată probabil în secolul 17 sau 18 și conform tradiției, a fost adusă din satul vecin Saca în 1818. Biserica se află pe noua listă a monumentelor istorice sub codul LMI:  BH-II-m-B-01117.

## Istoric și trăsături
Într-un document de la 1756 se arată că la Belejeni nu exista biserică, satul fiind filie la parohia Șebiș.  Nici în anul 1773, cu toate că satul număra 43 de familii,  nu exista biserică în localitate. 
În anul 1818, locuitorii satului Saca se hotărăsc să vândă biserica veche, ce nu mai corespundea numărului de locuitori din sat și să construiască alta nouă și mai mare în locul ei. Se ajunge astfel la cumpărarea bisericii din Saca de către cei din Belejeni. Strămutarea lăcașului este consemnată pe un Minologhion. Bogdan Simion din Belejeni scrie că biserica satului „s-au făcutu Bogdan Ioan cu feciorii Bodan Luca și Bogdan Costu și Bogdan ...” Construcția respectivă a rămas cu bârnele aparente până în 1835 când, timp de 27 de zile, cum spune o altă însemnare dintr-o Cazanie tipărită la Râmnic, a fost tencuită atât în interior cât și în exterior. Nu se știe dacă biserica a fost sau nu pictată înainte vreme.  Fără să facă vreo trimitere bibliografică, Ștefan Lupșa spune că biserica a fost construită pe cheltuiala unui locuitor țăran din Belejeni pe nume Ioan Bogdan.
Așezată la marginea satului, în mijlocul cimitirului, modesta bisericuță de lemn din Belejeni este o expresie directă a stării materiale modeste a acestui sat în veacurile trecute, când toți locuitorii săi erau iobagi cu multe obligații pe marele domeniu al episcopiei romano-catolice de Oradea. 
Planul construcției este aproape identic cu cel de la biserica din Brădet.  Și aici întâlnim încheierea, în vârf ascuțit, a doi pereți de la altar astfel că învelitoarea interioară a spațiului se prezintă sub forma unei bolți semicilindrice asociată cu semicalotă și un tavan în partea dinspre răsărit.  Nava este un dreptunghi, cu laturile de 8,10 m și 4,60 m. Pereții decroșați ai altarului sunt cu ceva mai lați de 2 metri. Este deci o construcție de proporții modeste, încât nici problemele tehnice legate de construirea ei nu au fost deosebite, cheotori drepte și console din două bârne. 
Turnul se ridică deasupra pronaosului.  Are baza căptușită cu scânduri de brad, coiful piramidal și bulbul continuat cu săgeata fiind învelite cu tablă.
Nemaiîntâlnite la alte construcții de genul acesta sunt „lavițele”, zidite în interior pe lângă pereții longitudinali.  Aceste lavițe, văruite și acoperite apoi cu perne și  ștergare cu alesături, serveau drept bănci de odihnă pentru bătrânii satului în anumite momente ale slujbei religioase. 

## Imagini din exterior

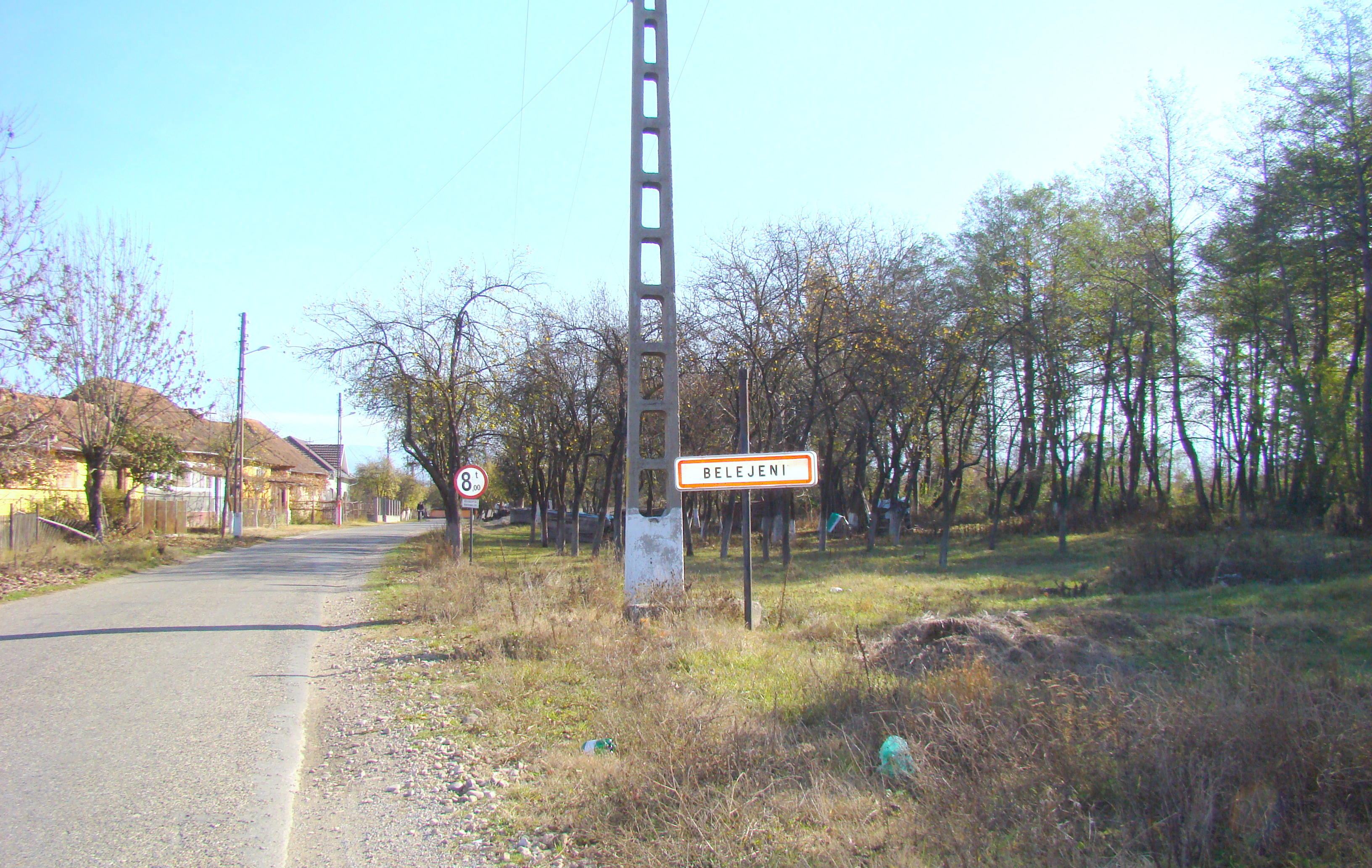
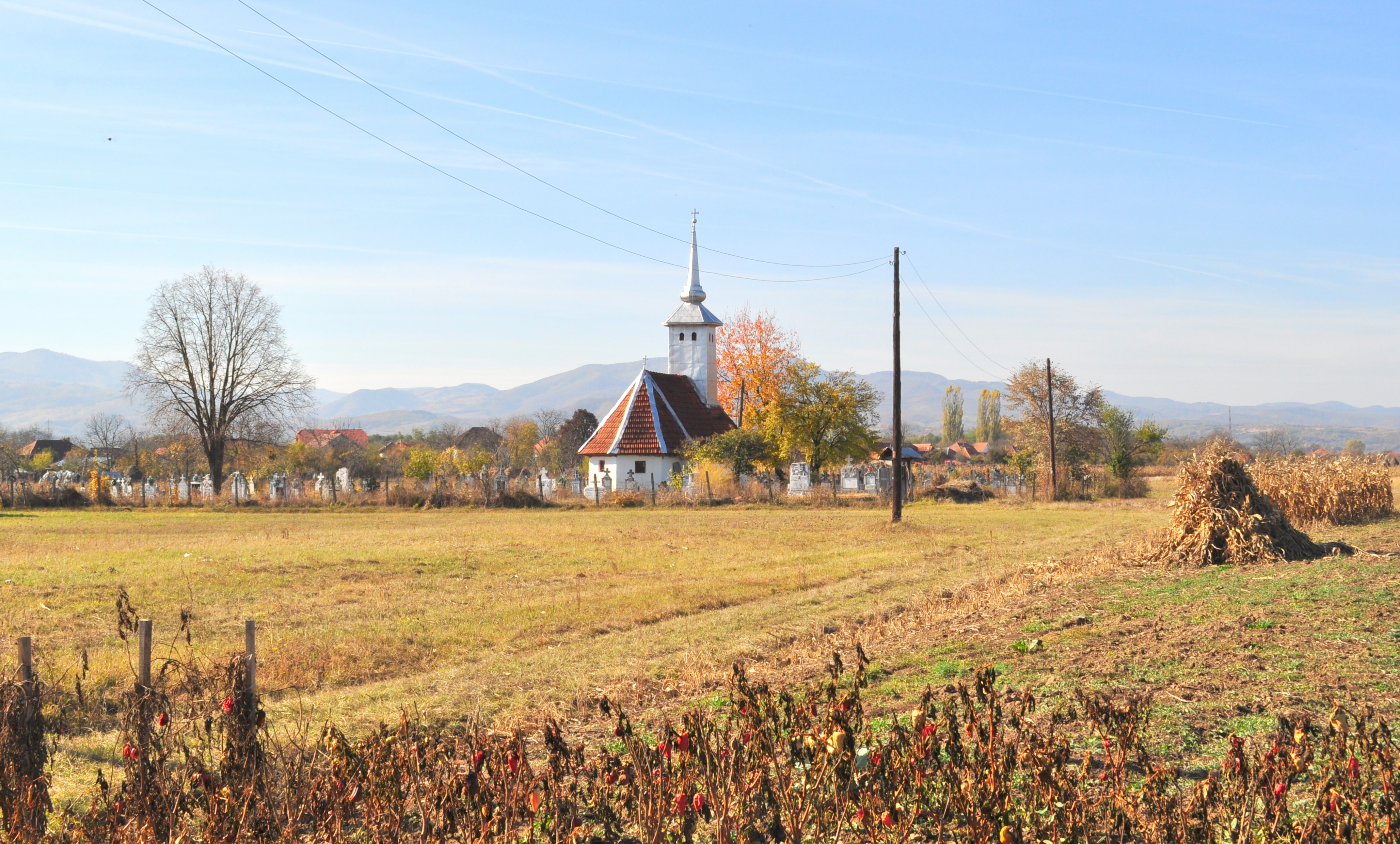
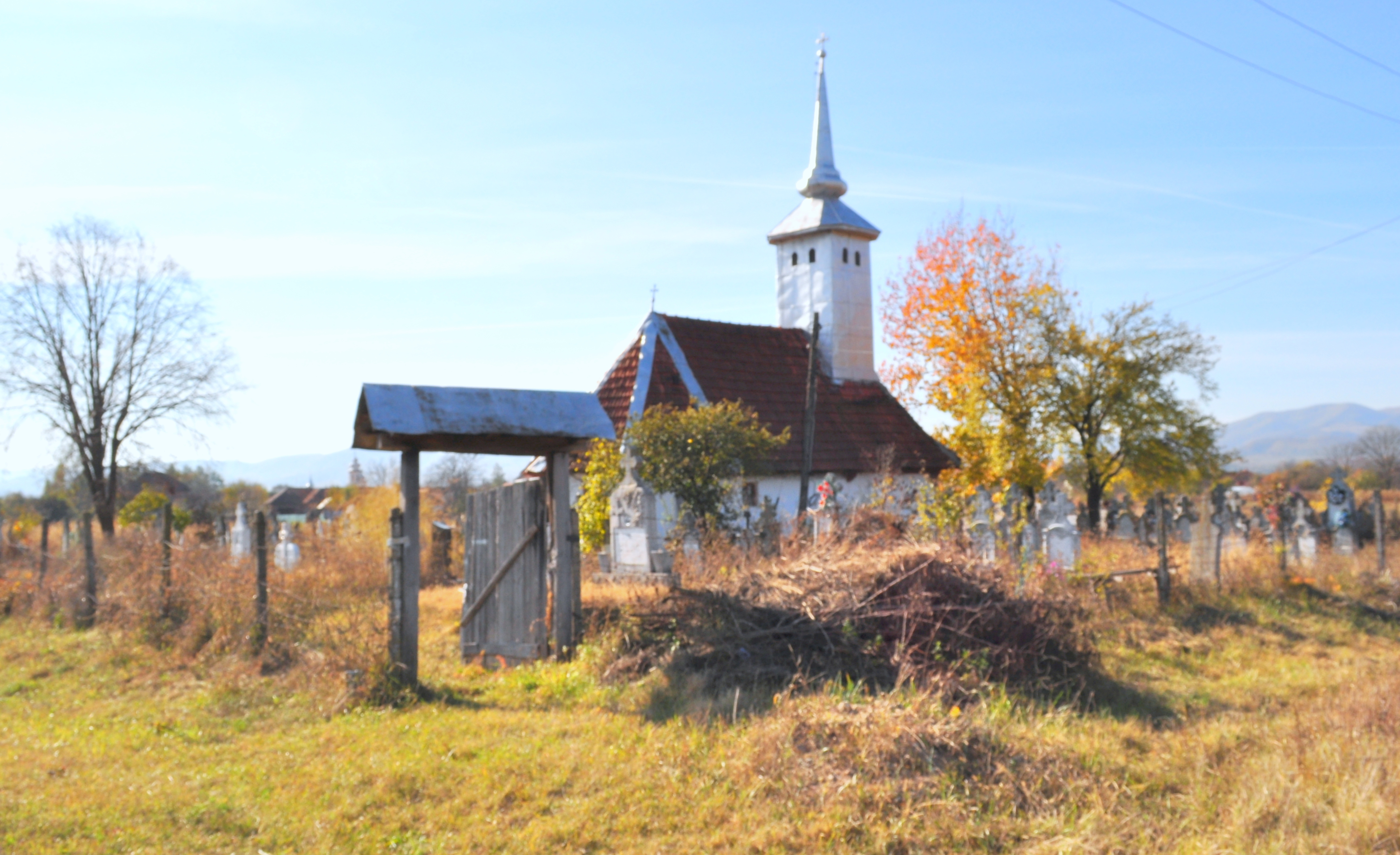
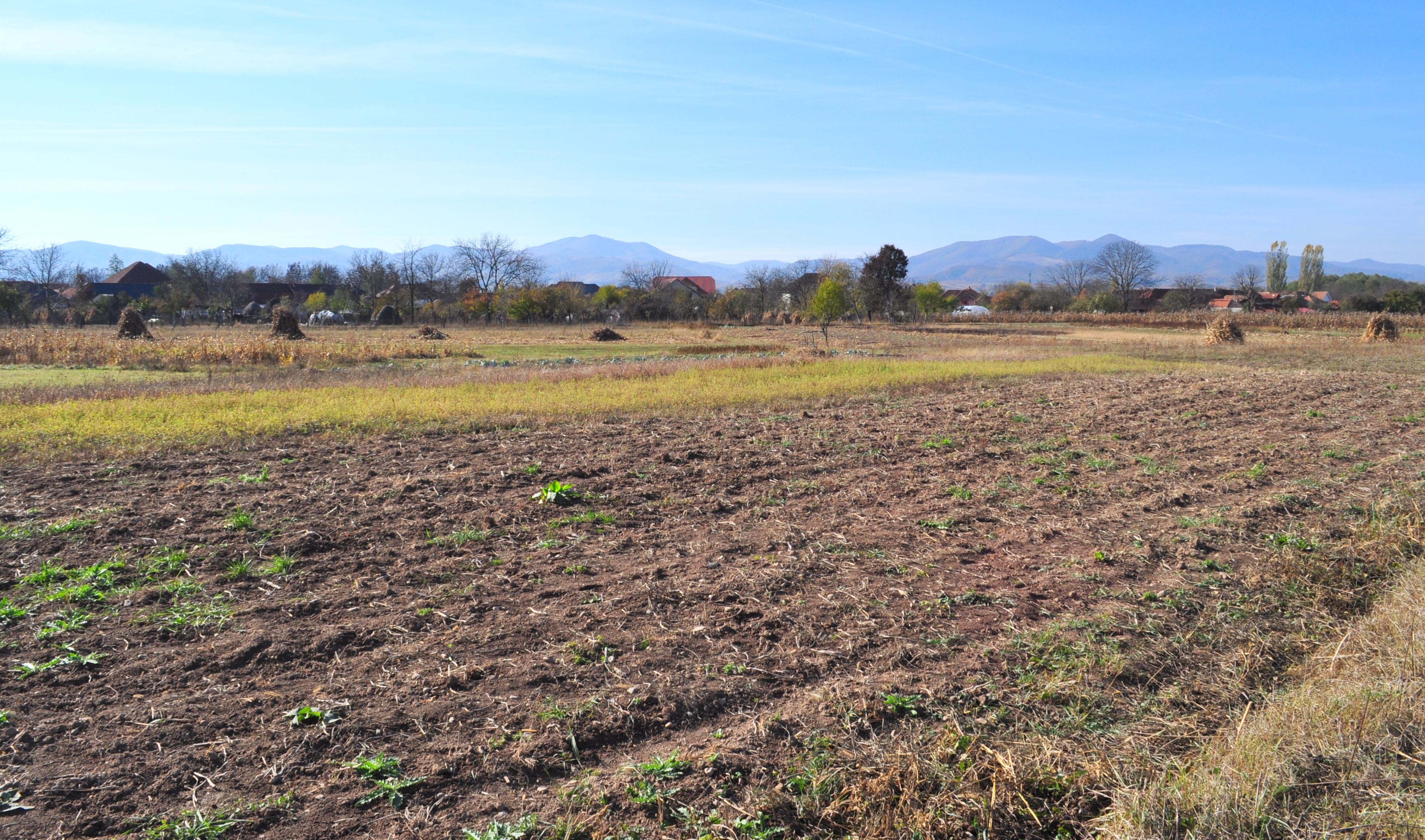
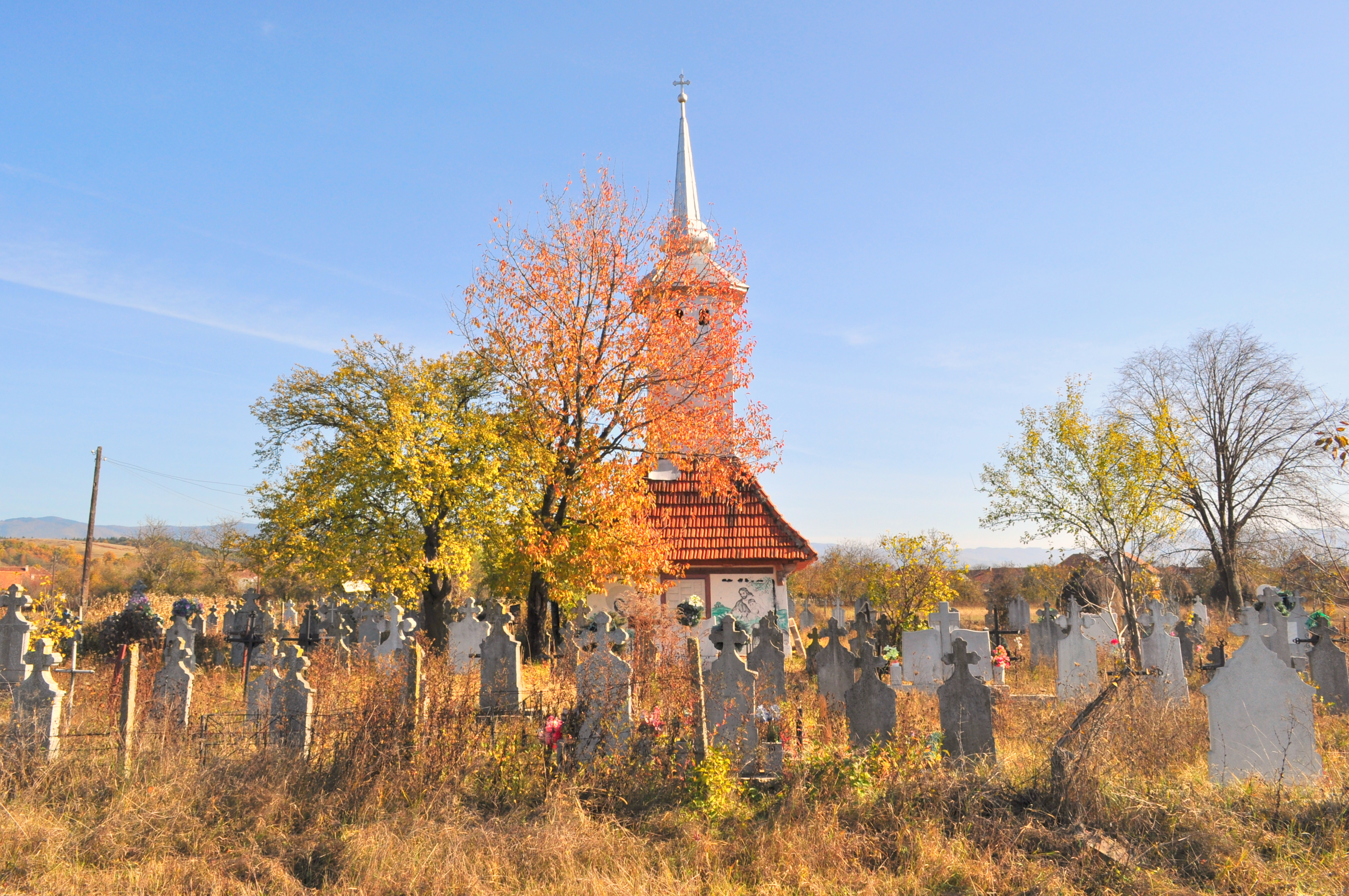
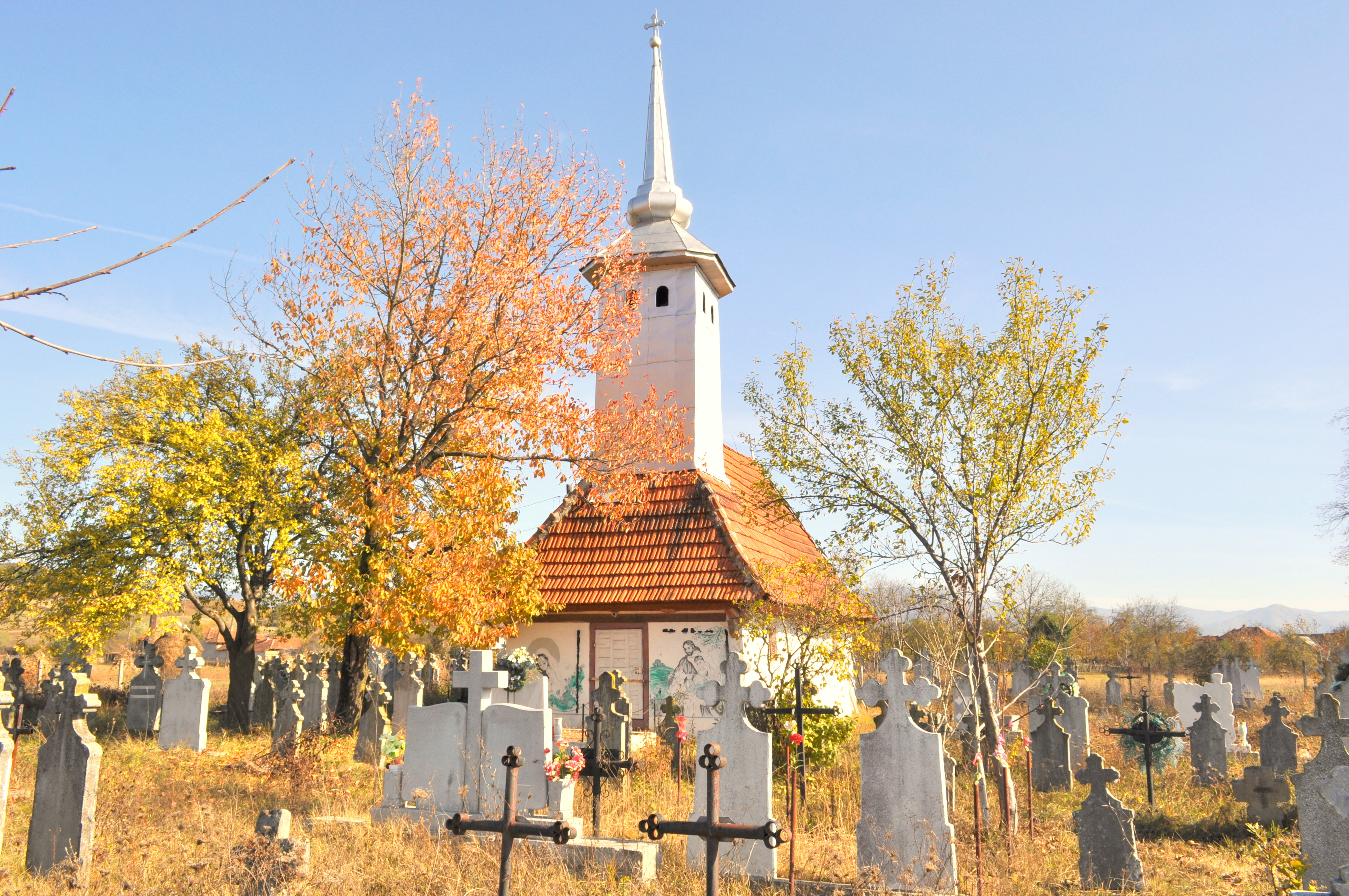
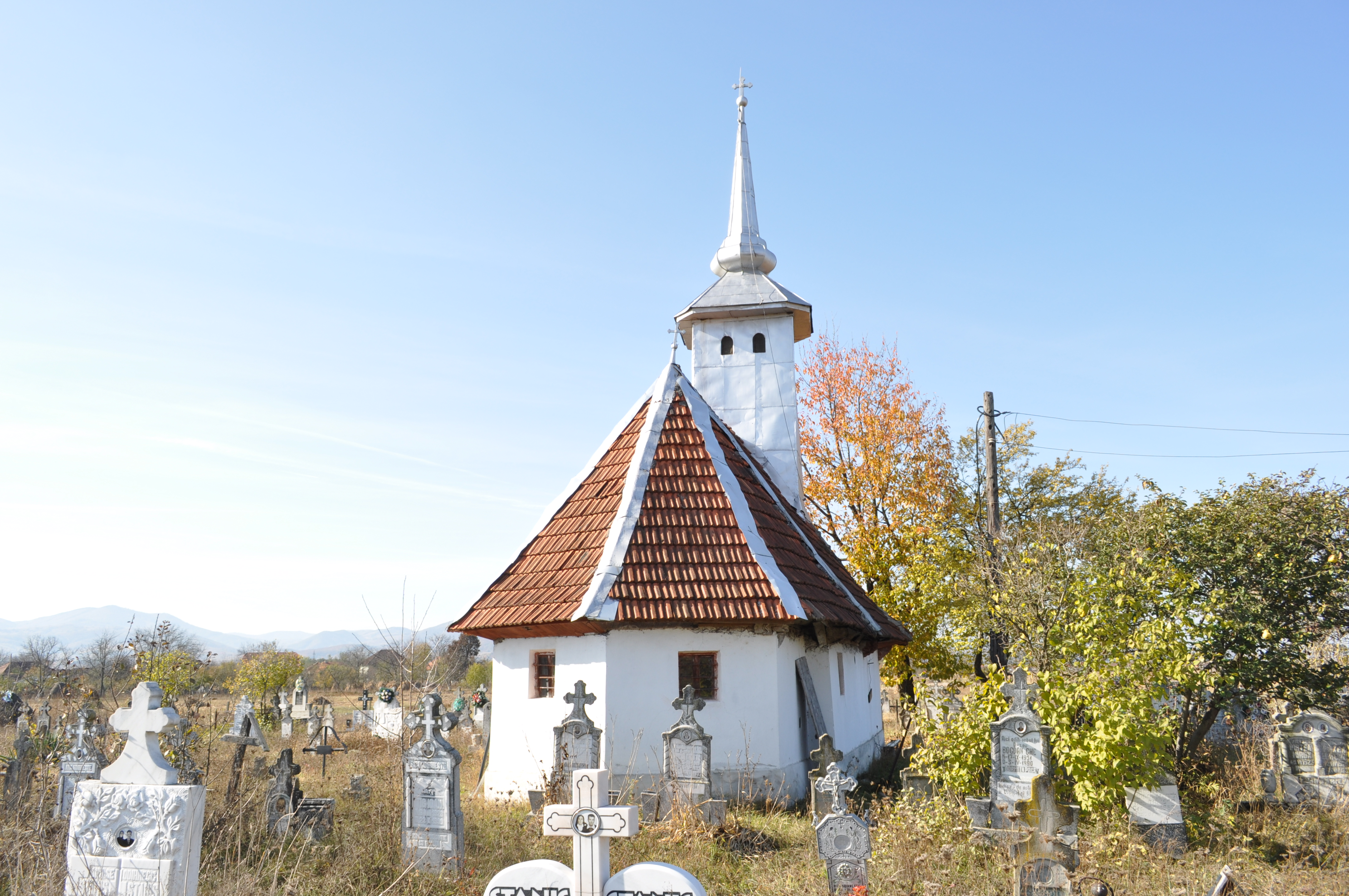
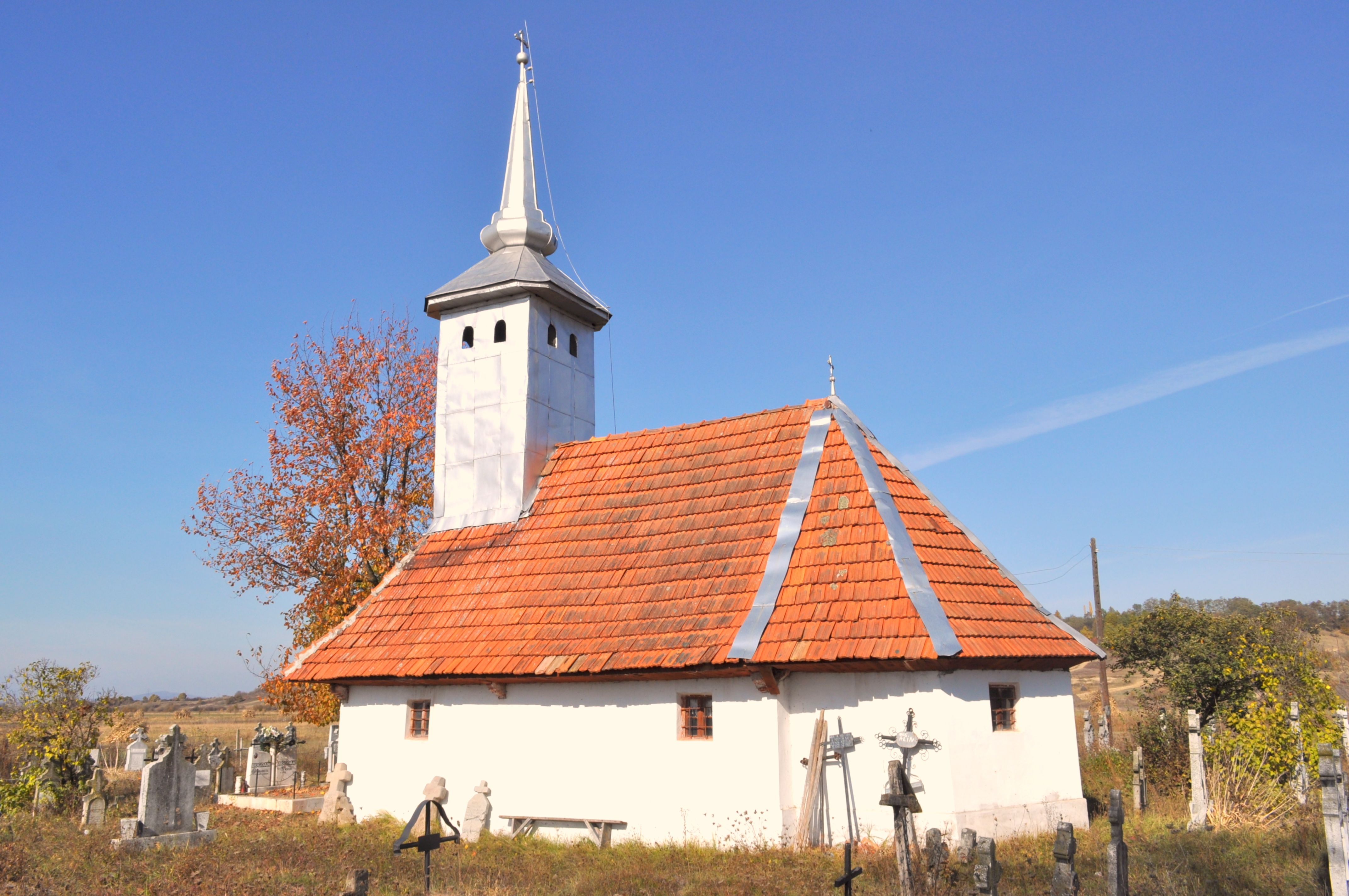
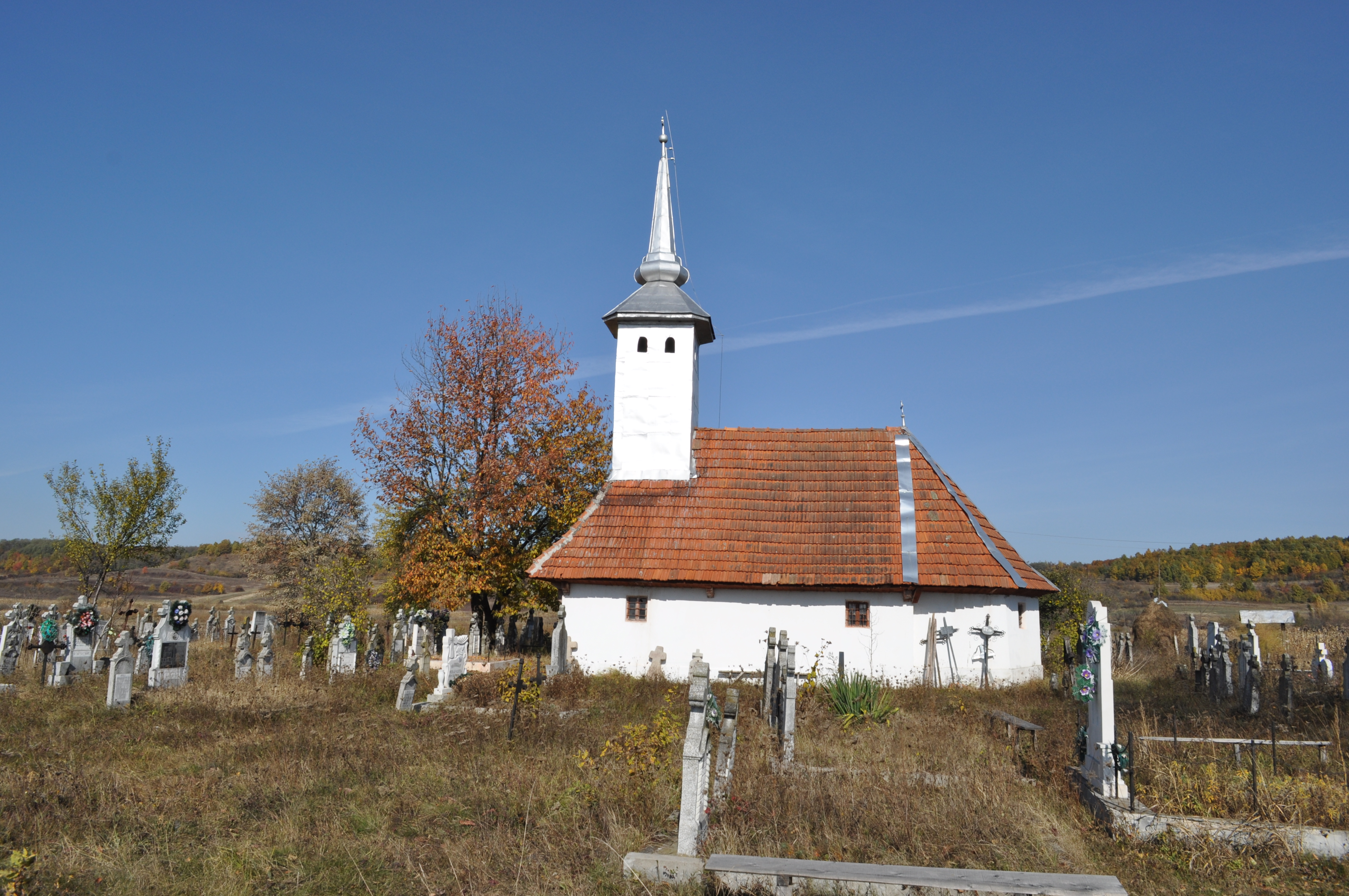
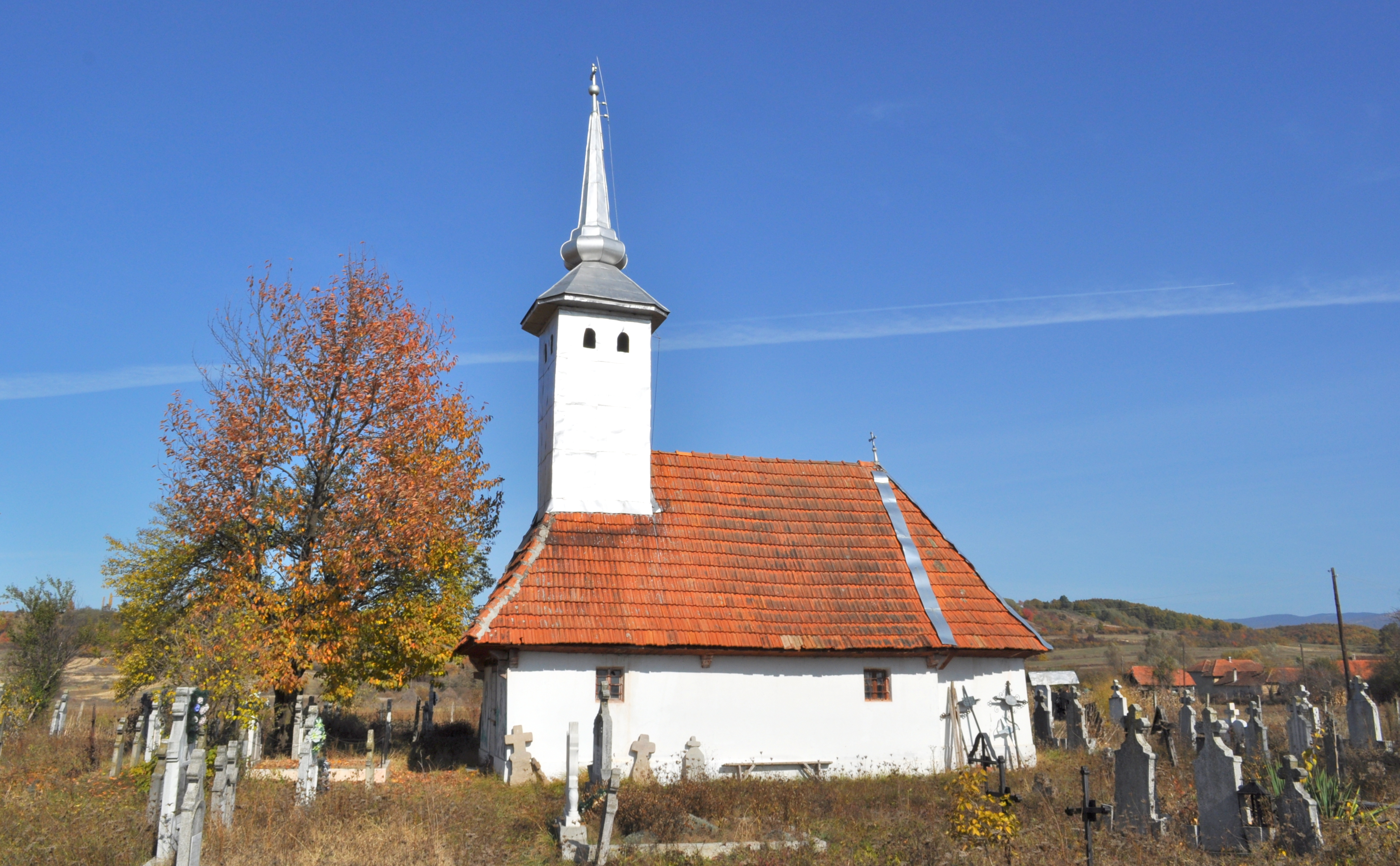
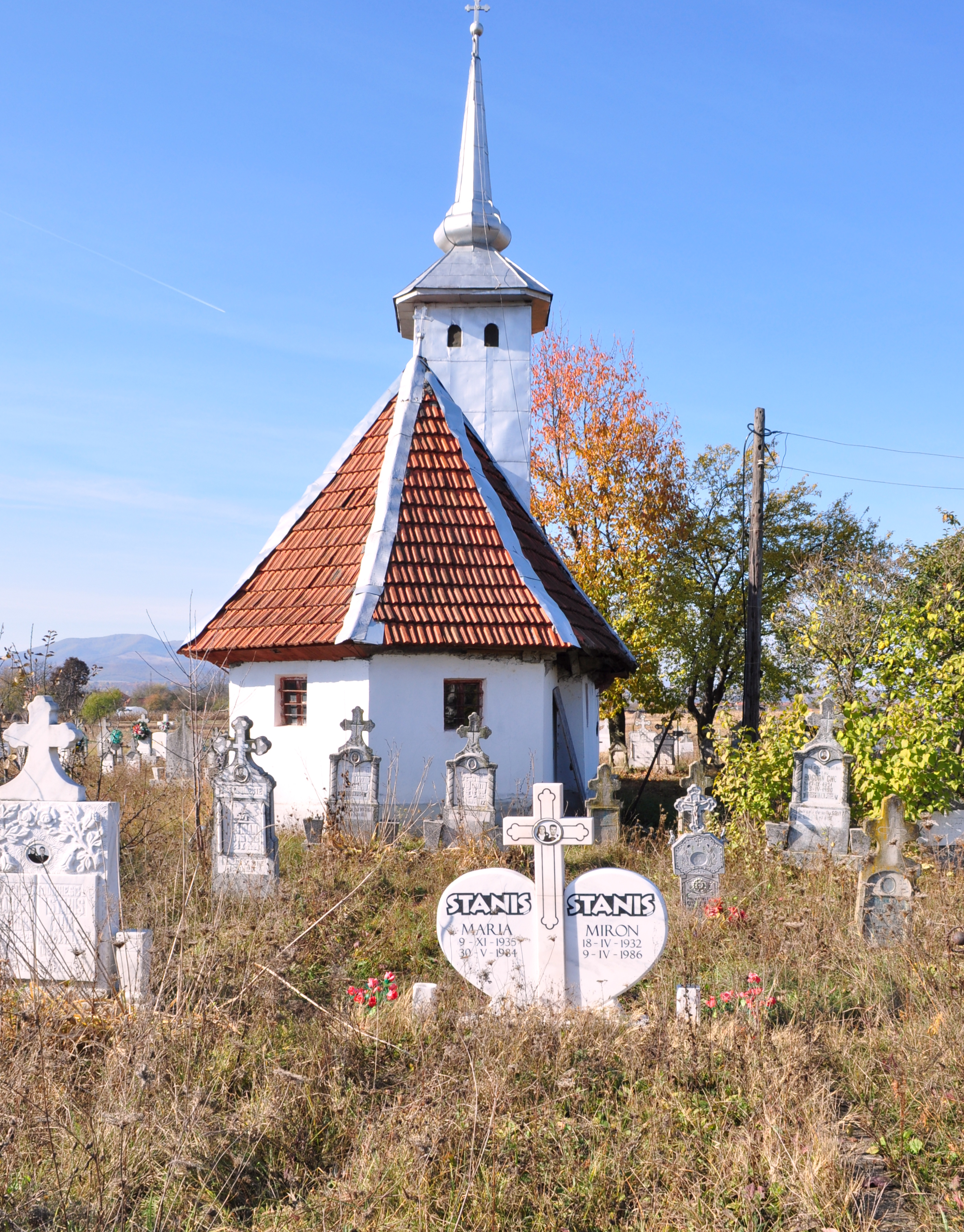
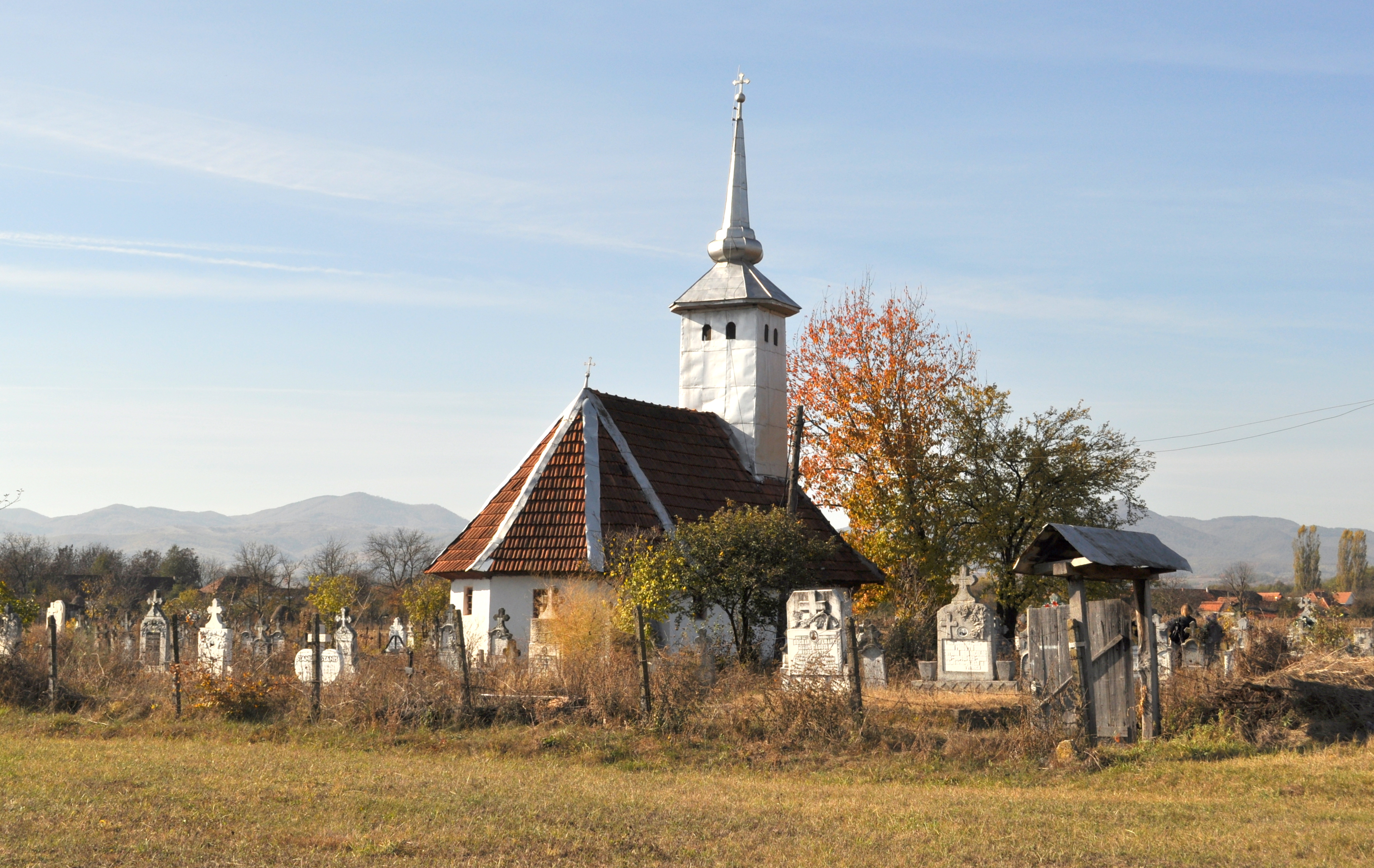
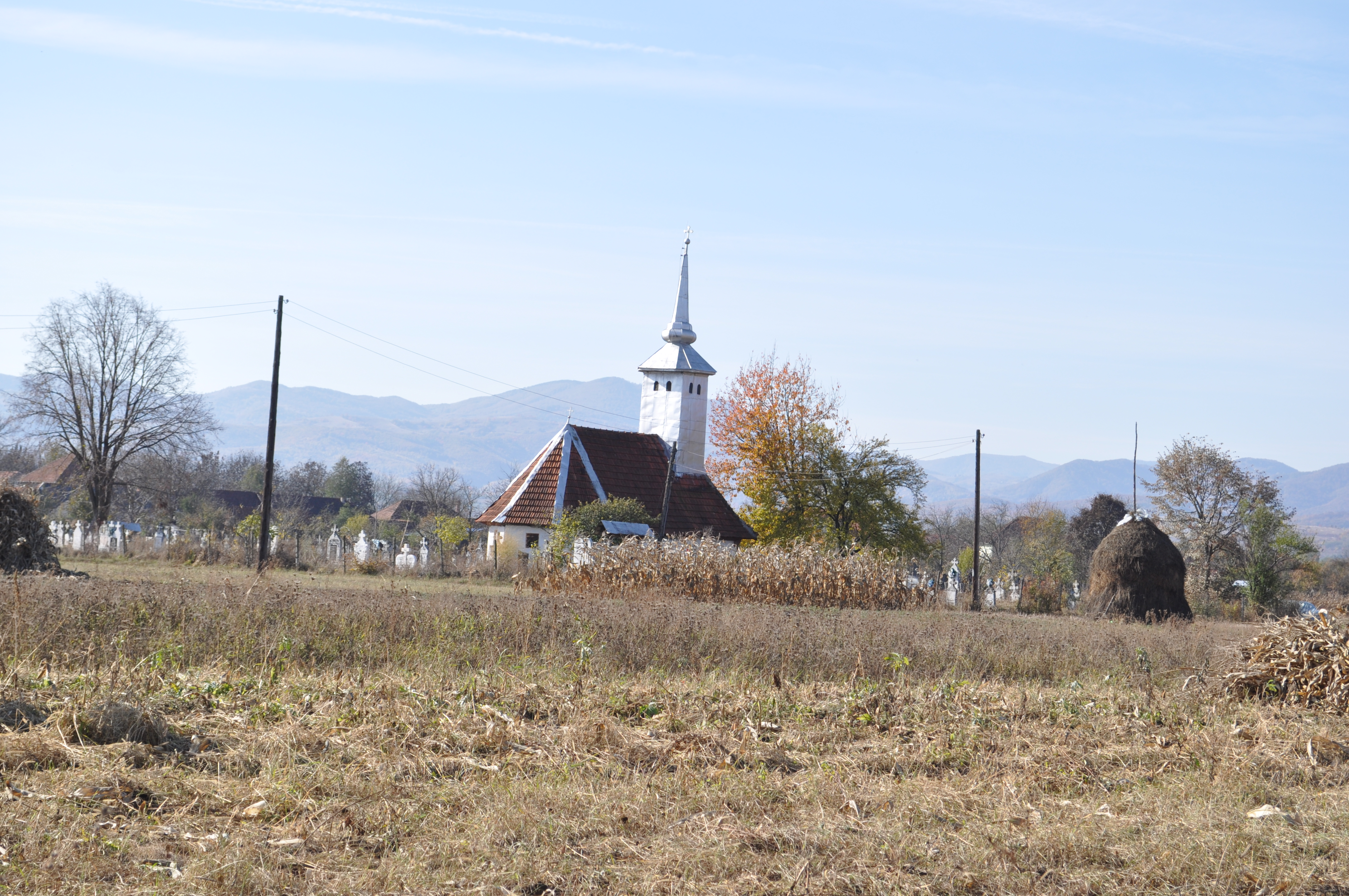
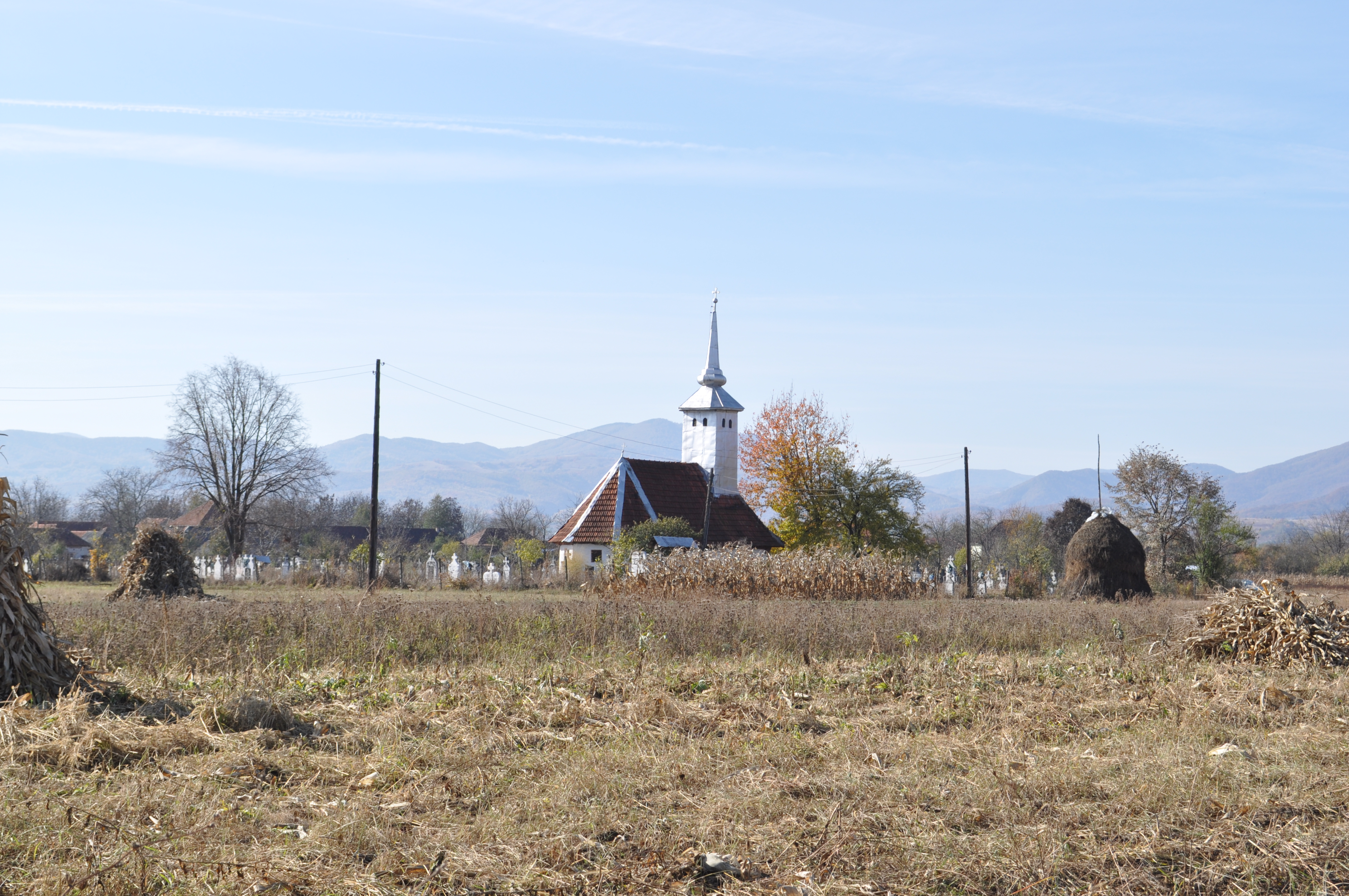
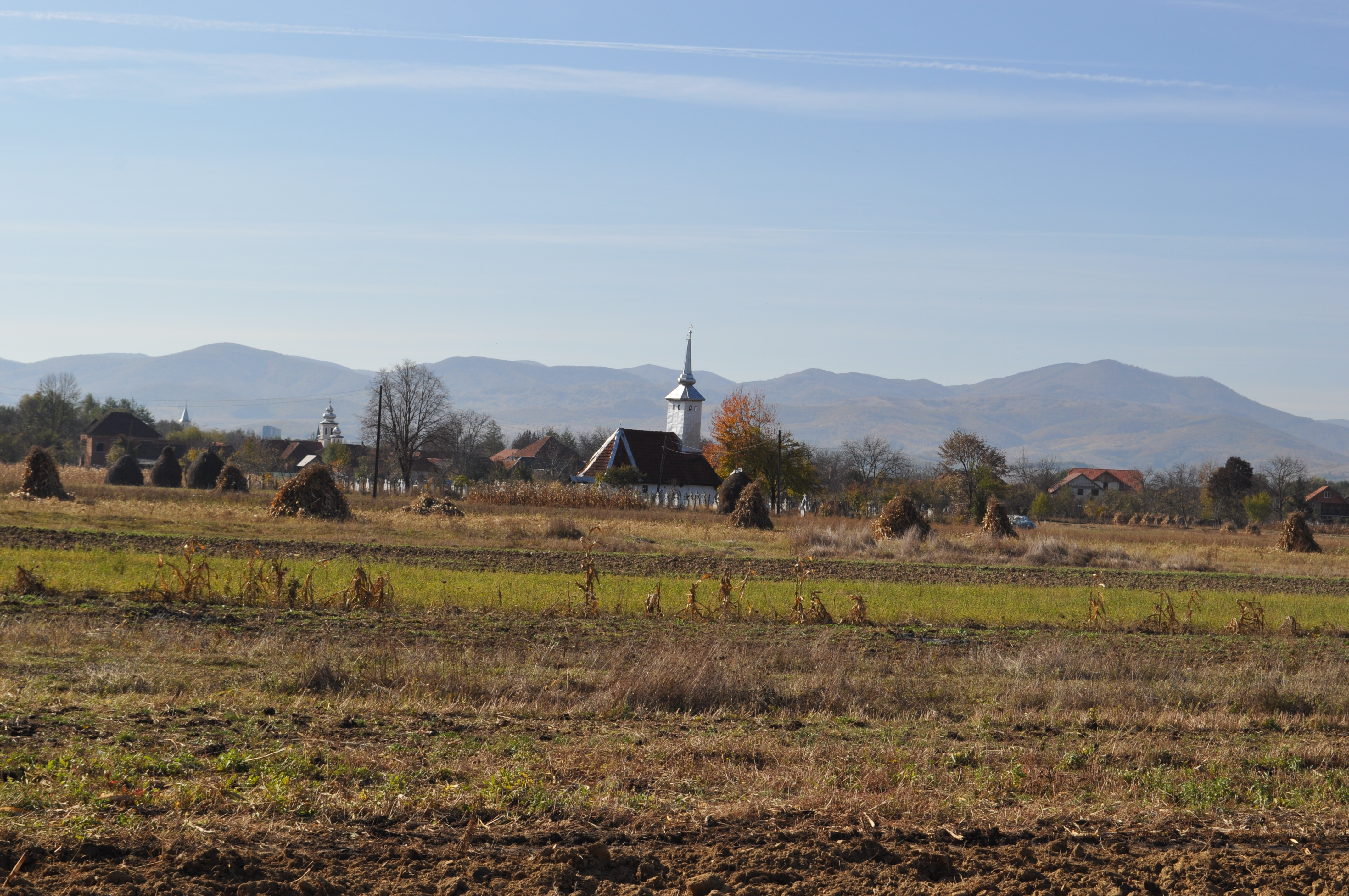
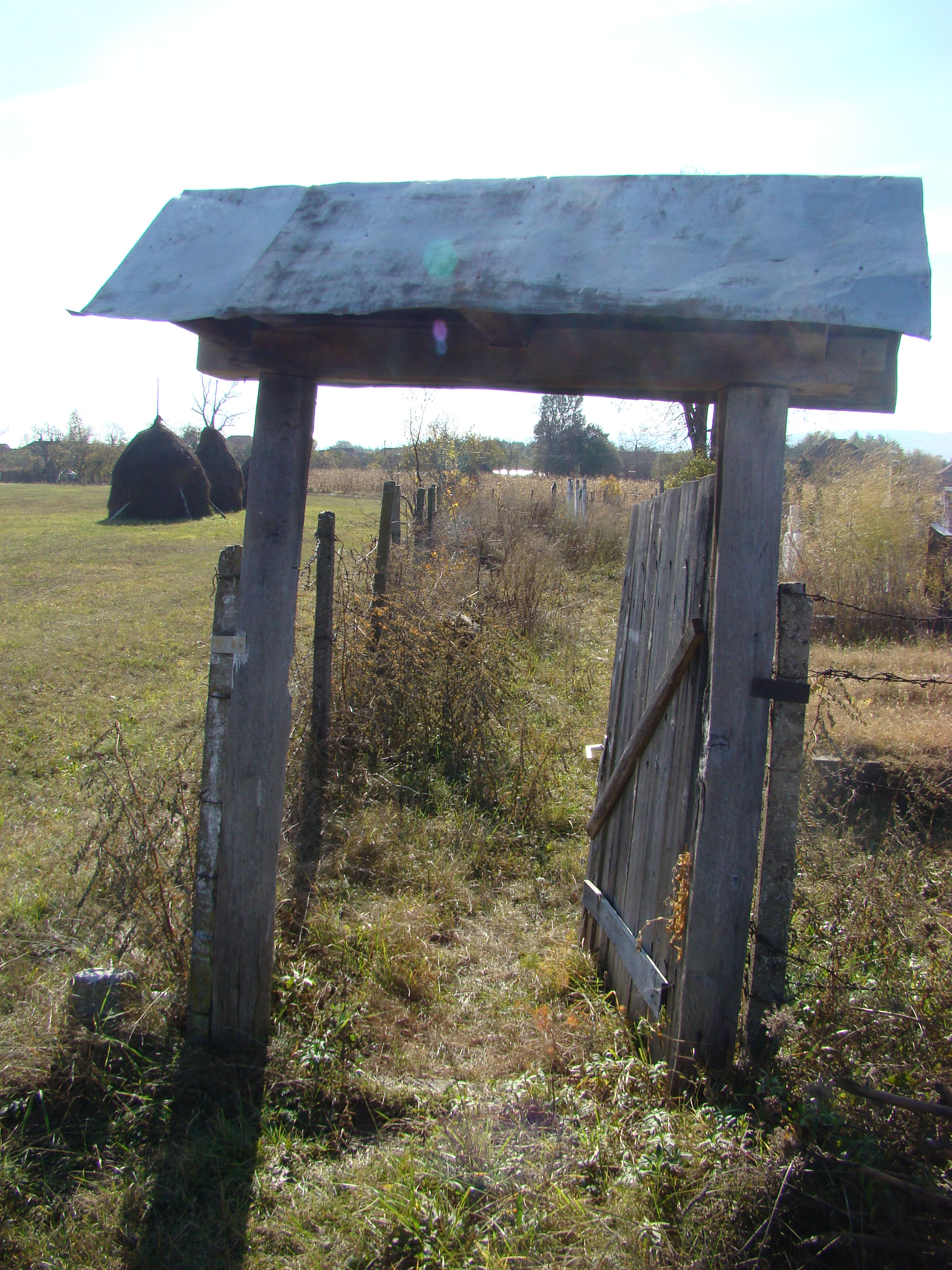
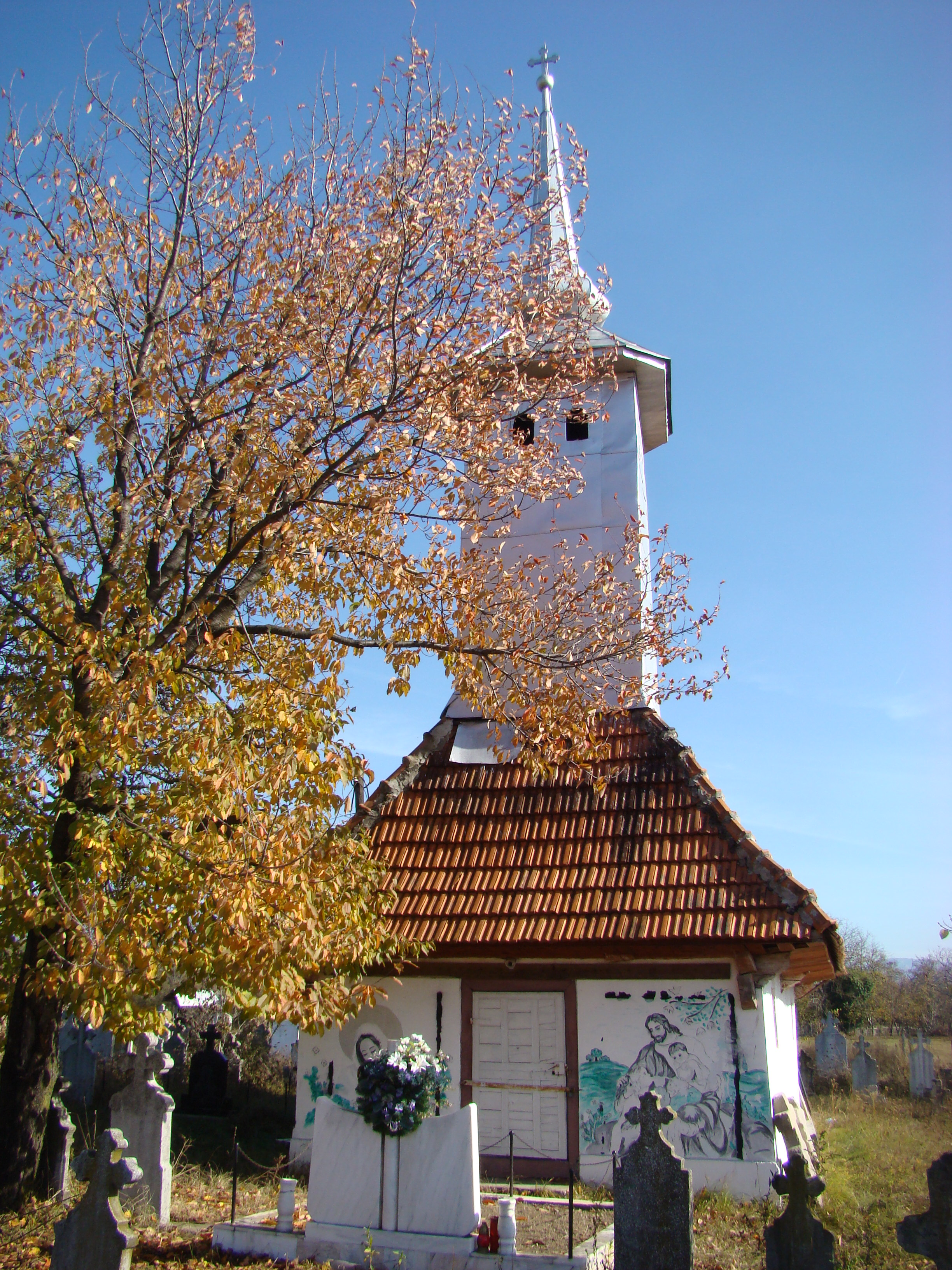
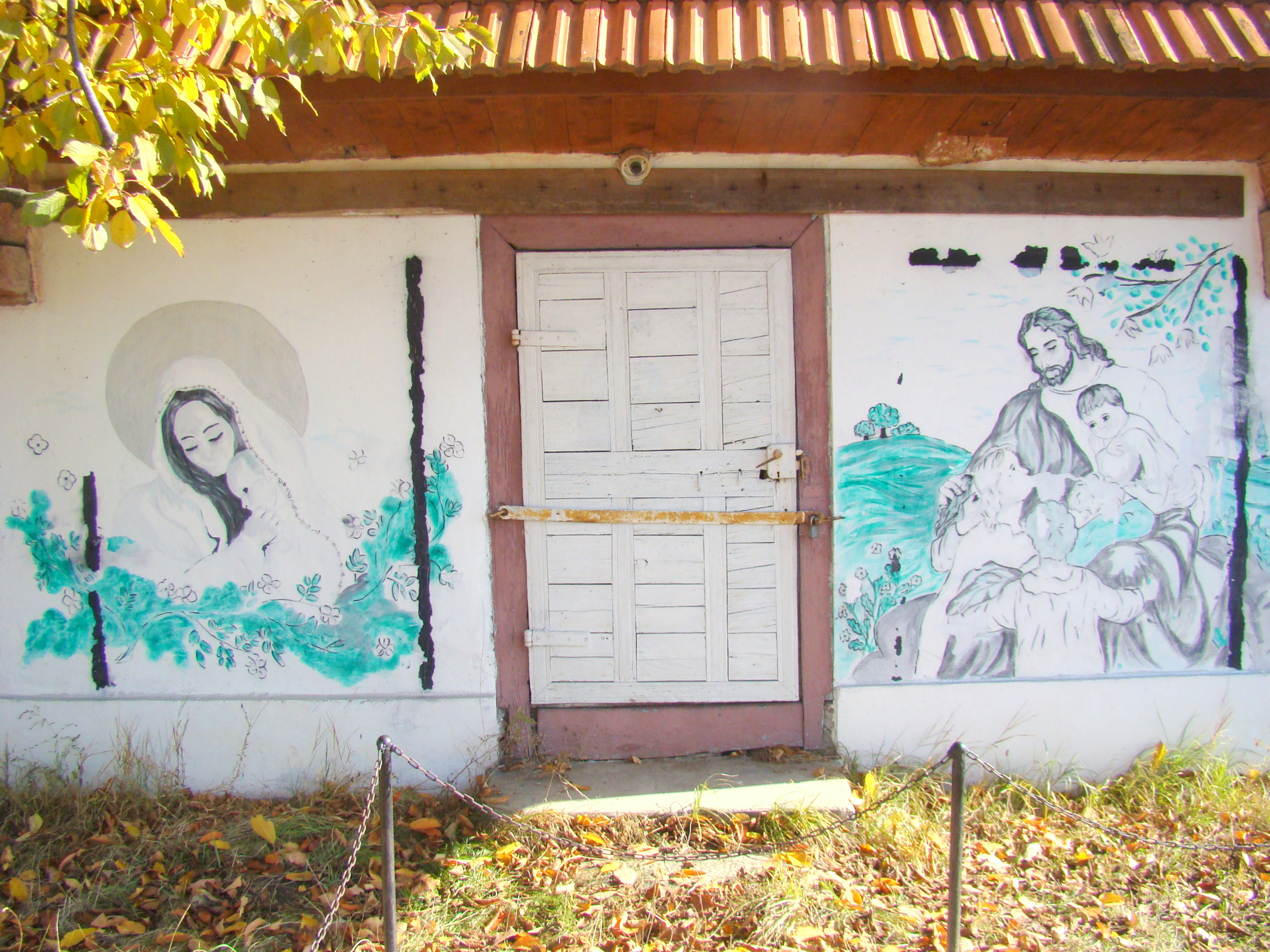
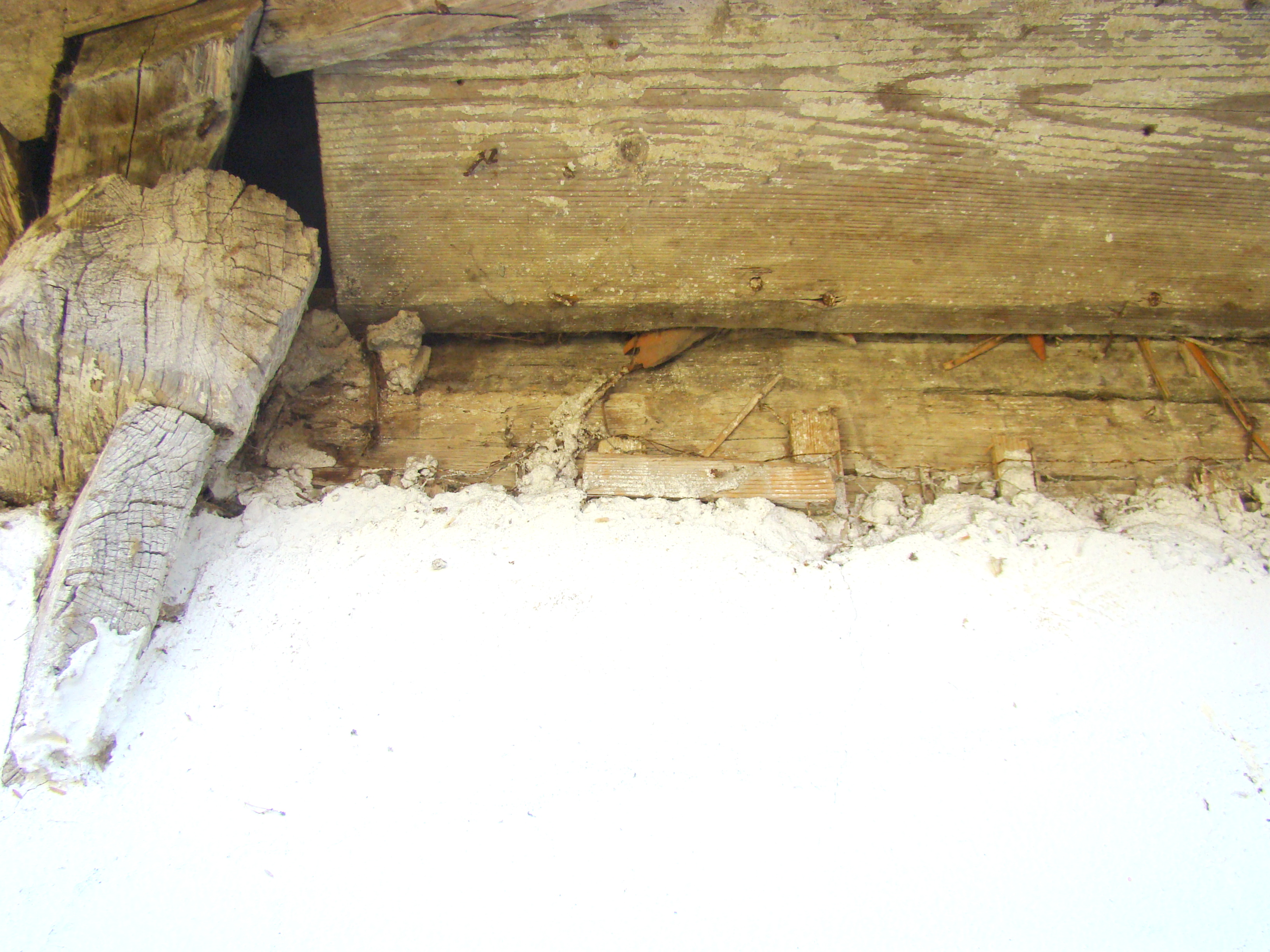
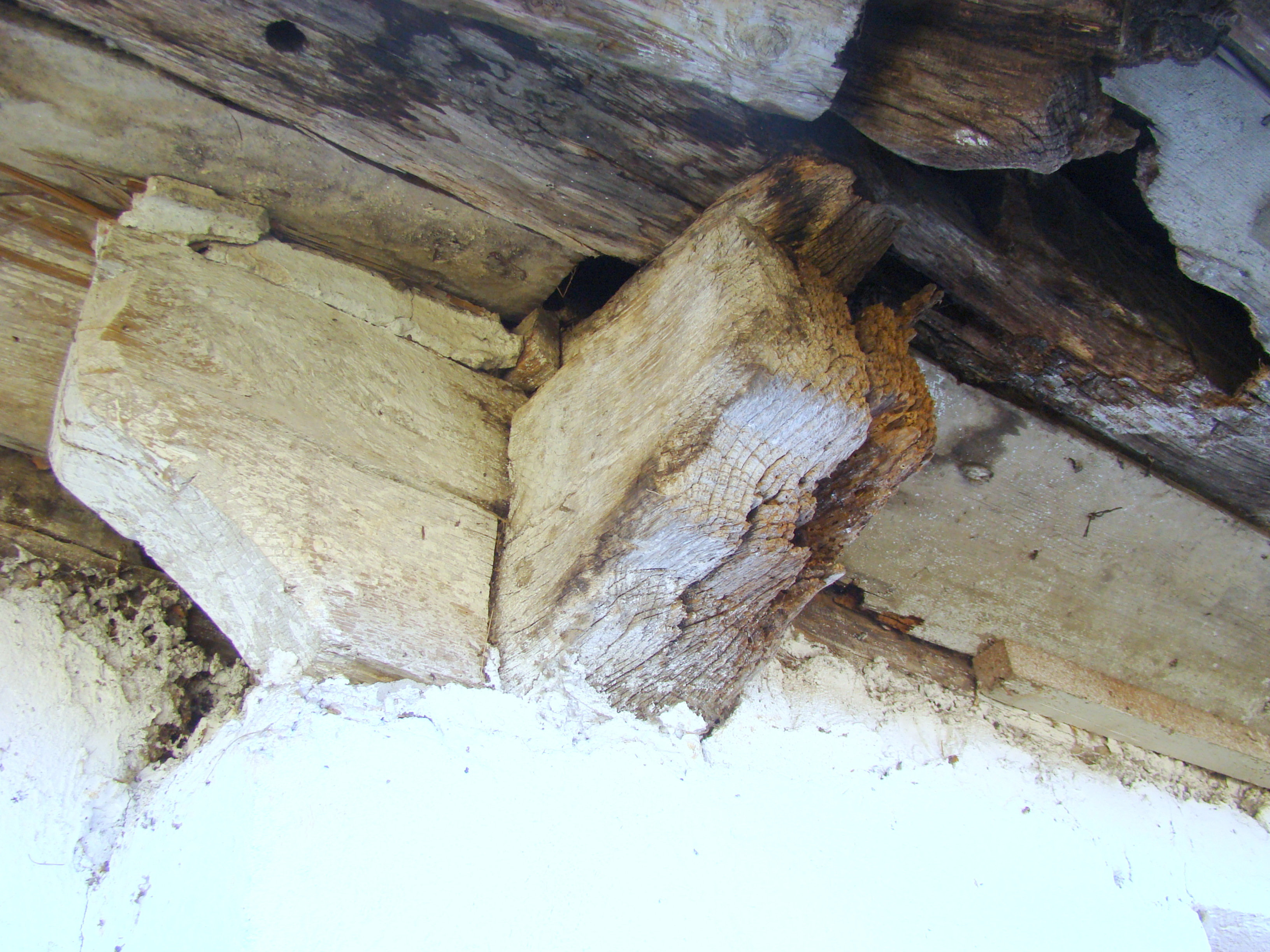
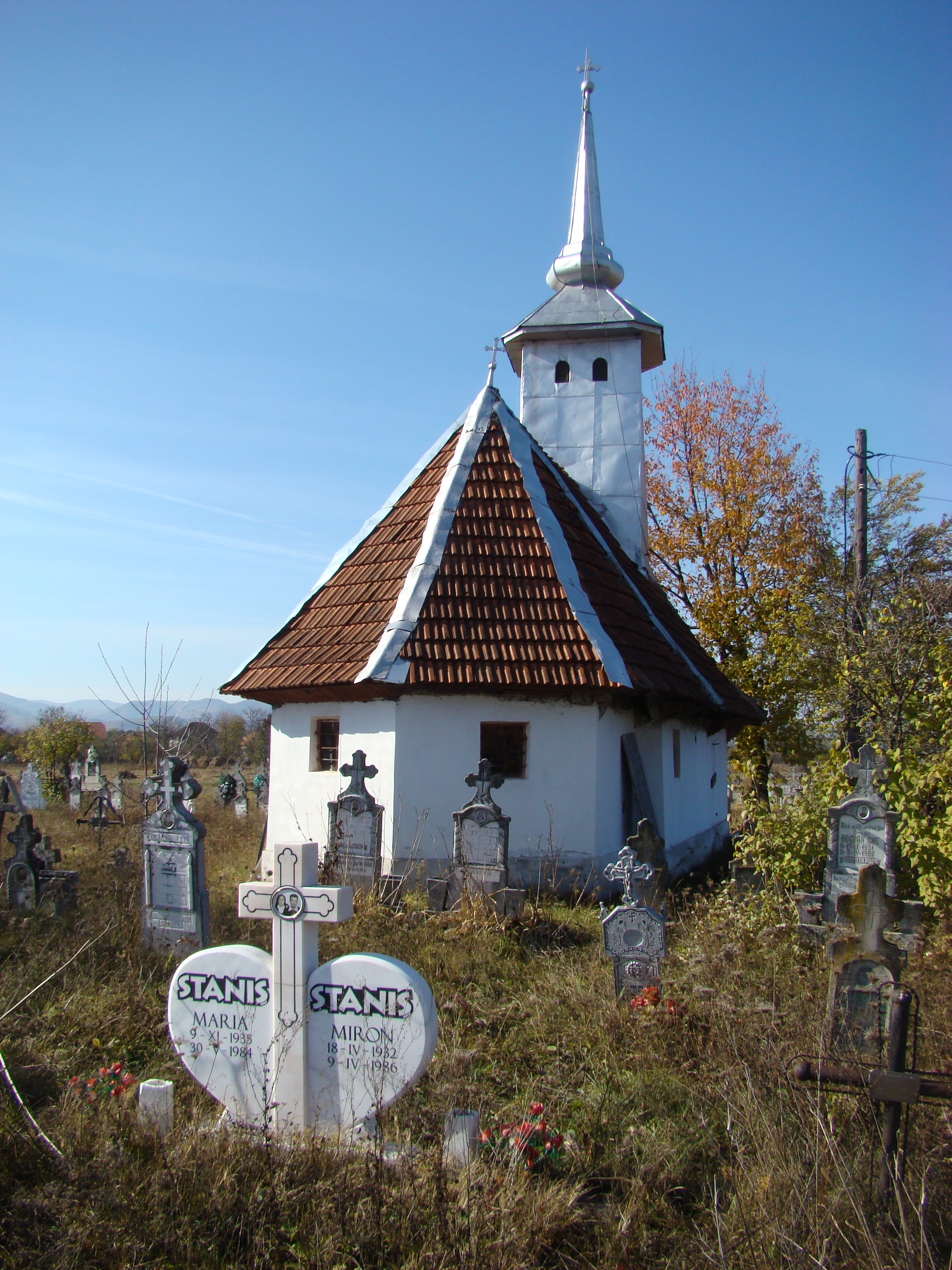
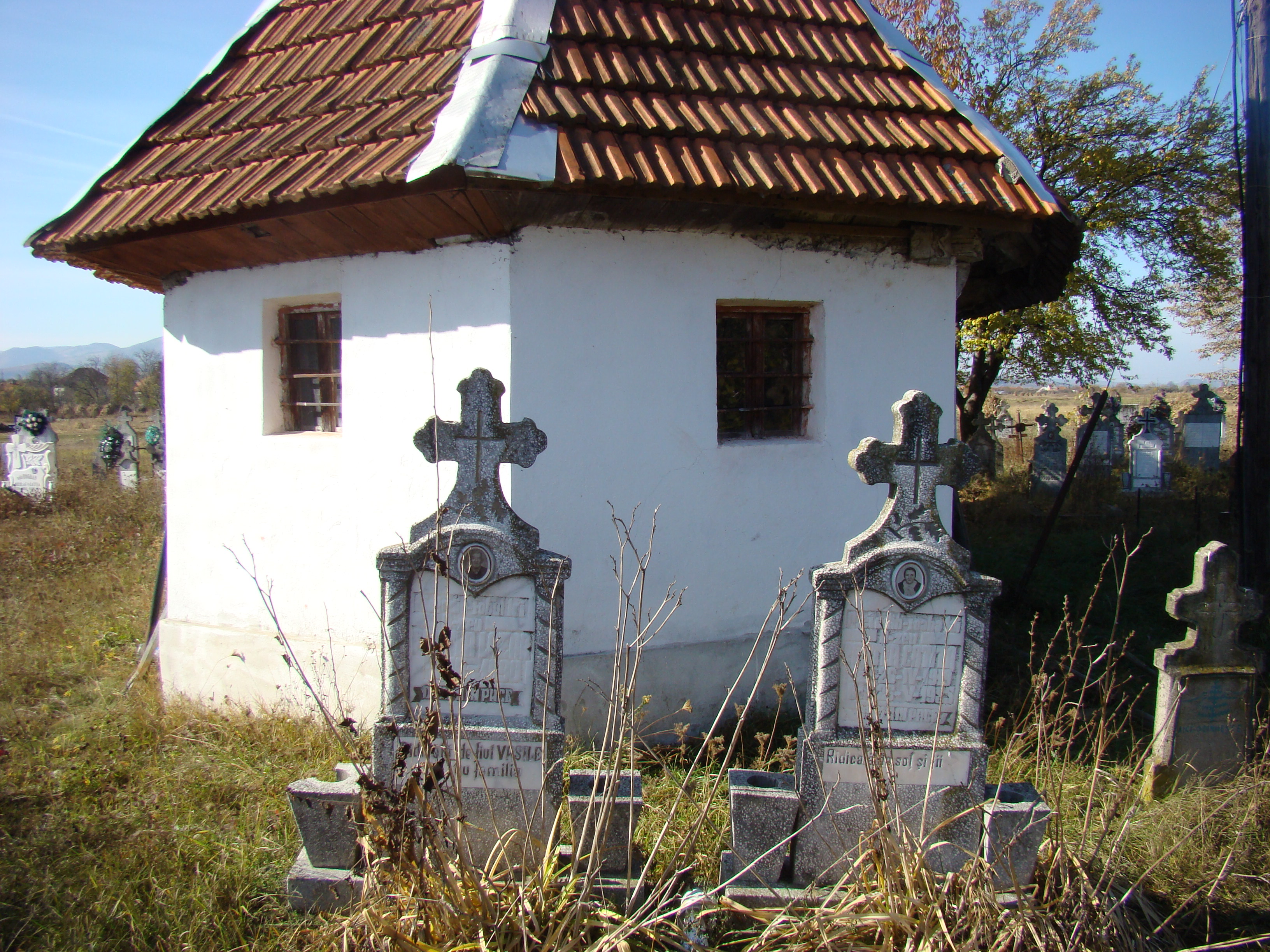
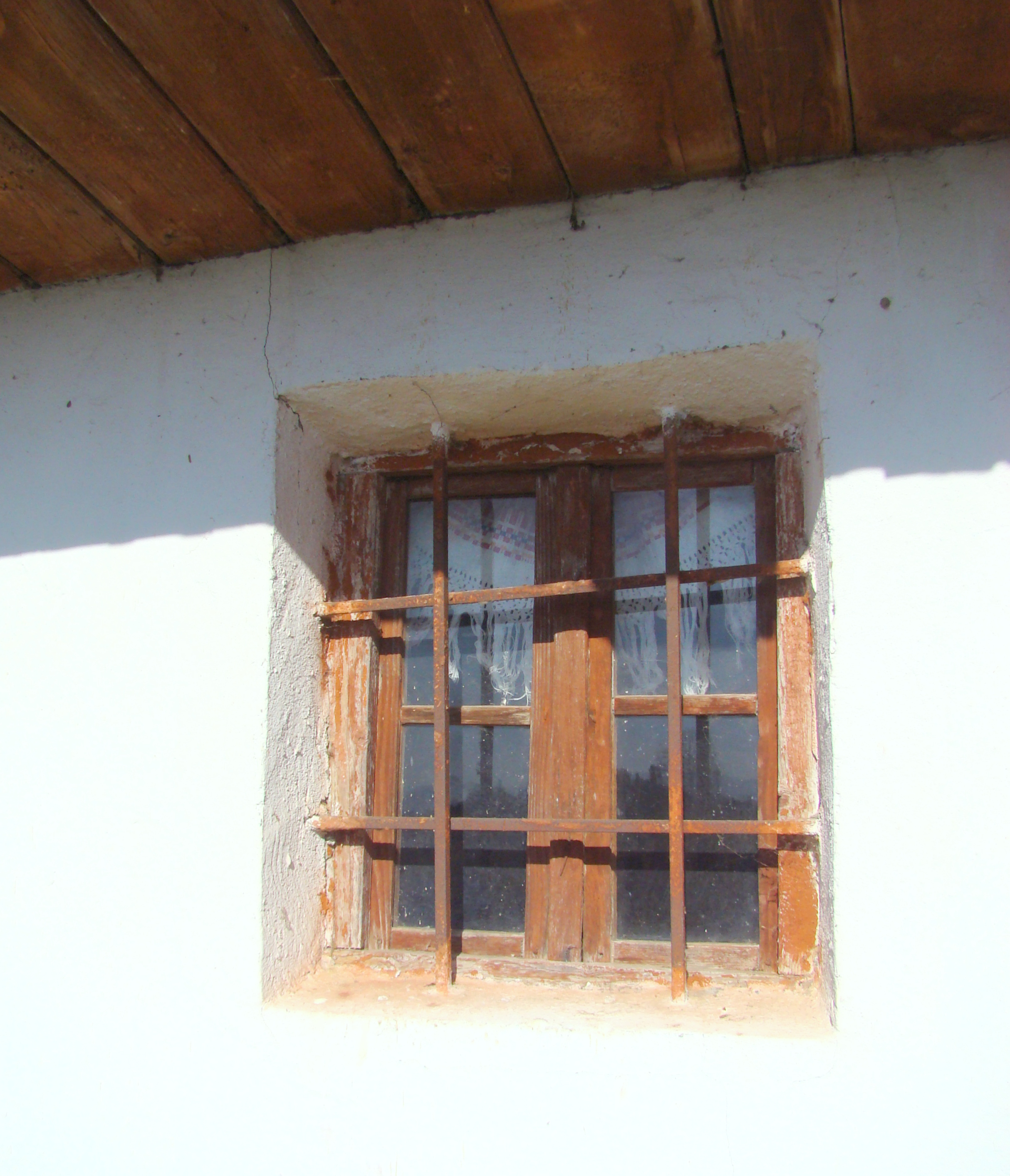
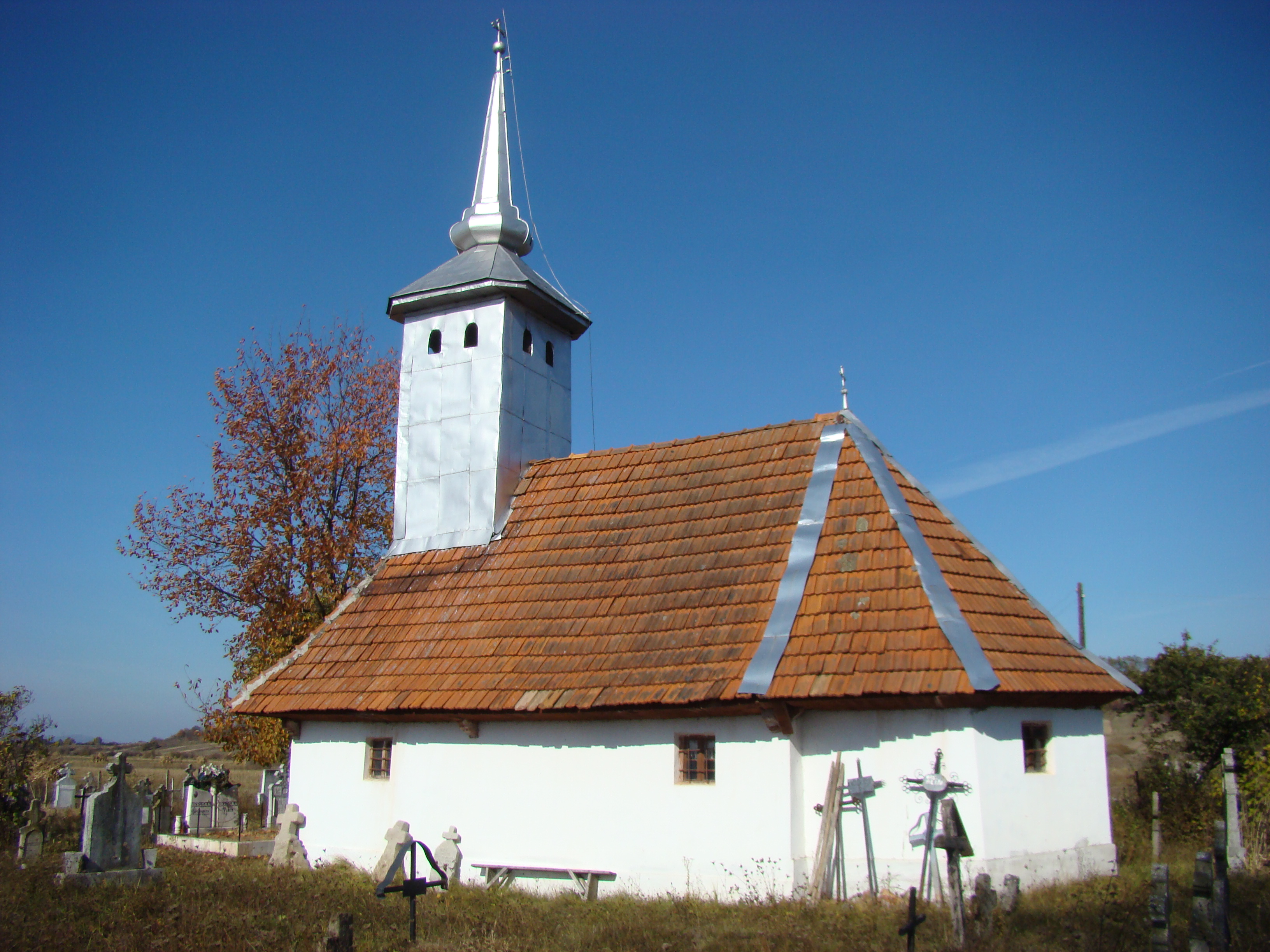
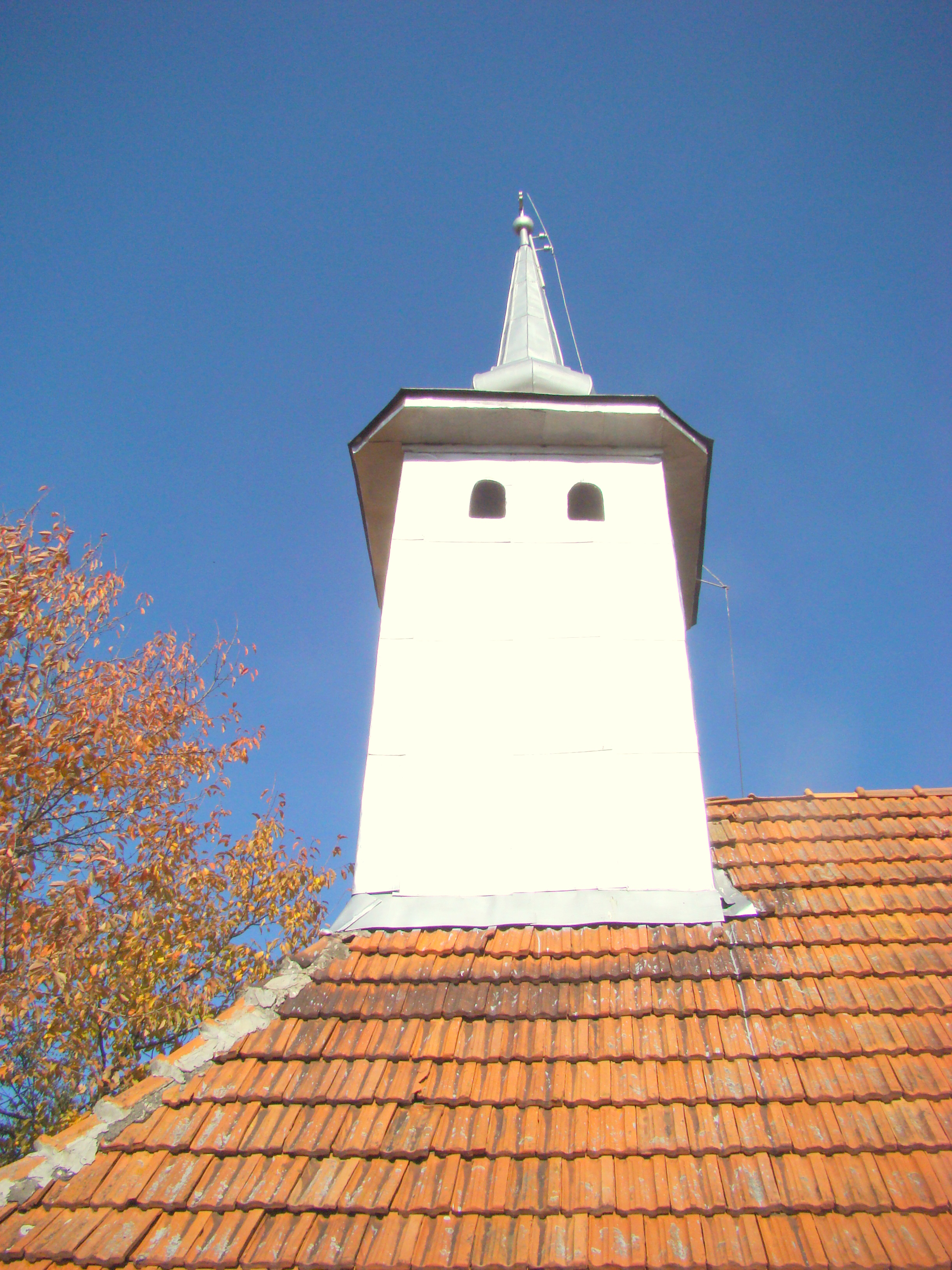
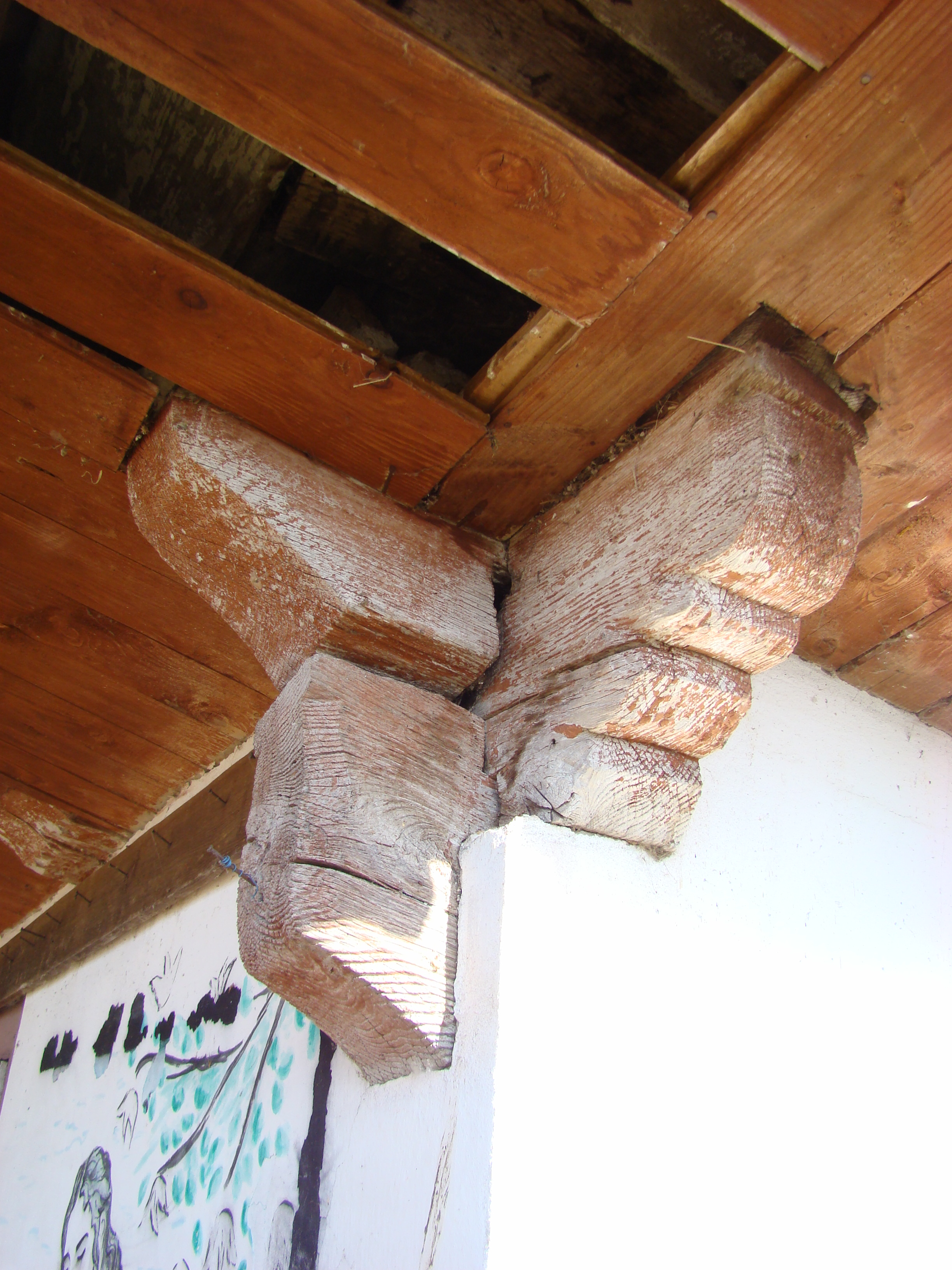

## Imagini din interior

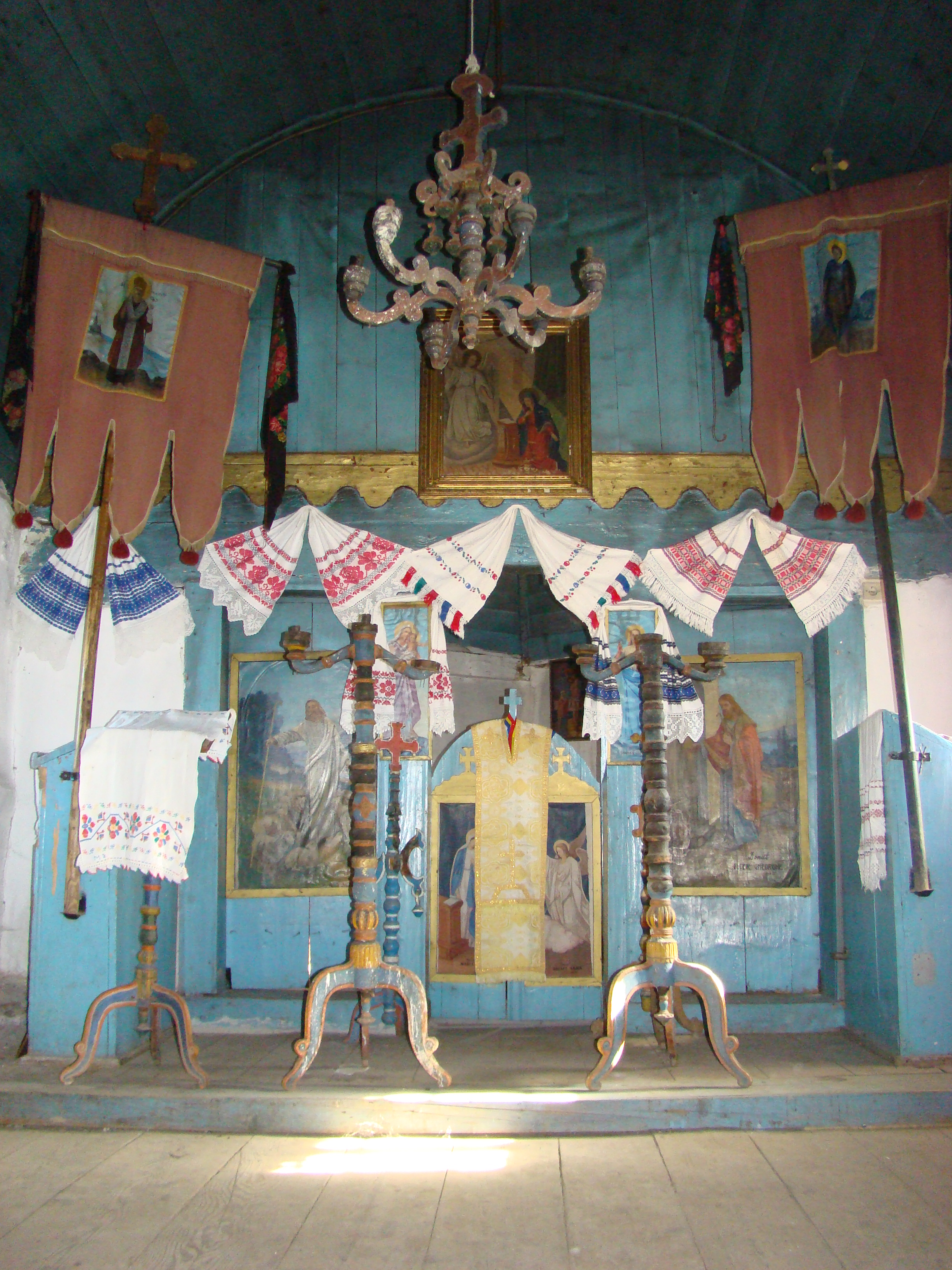
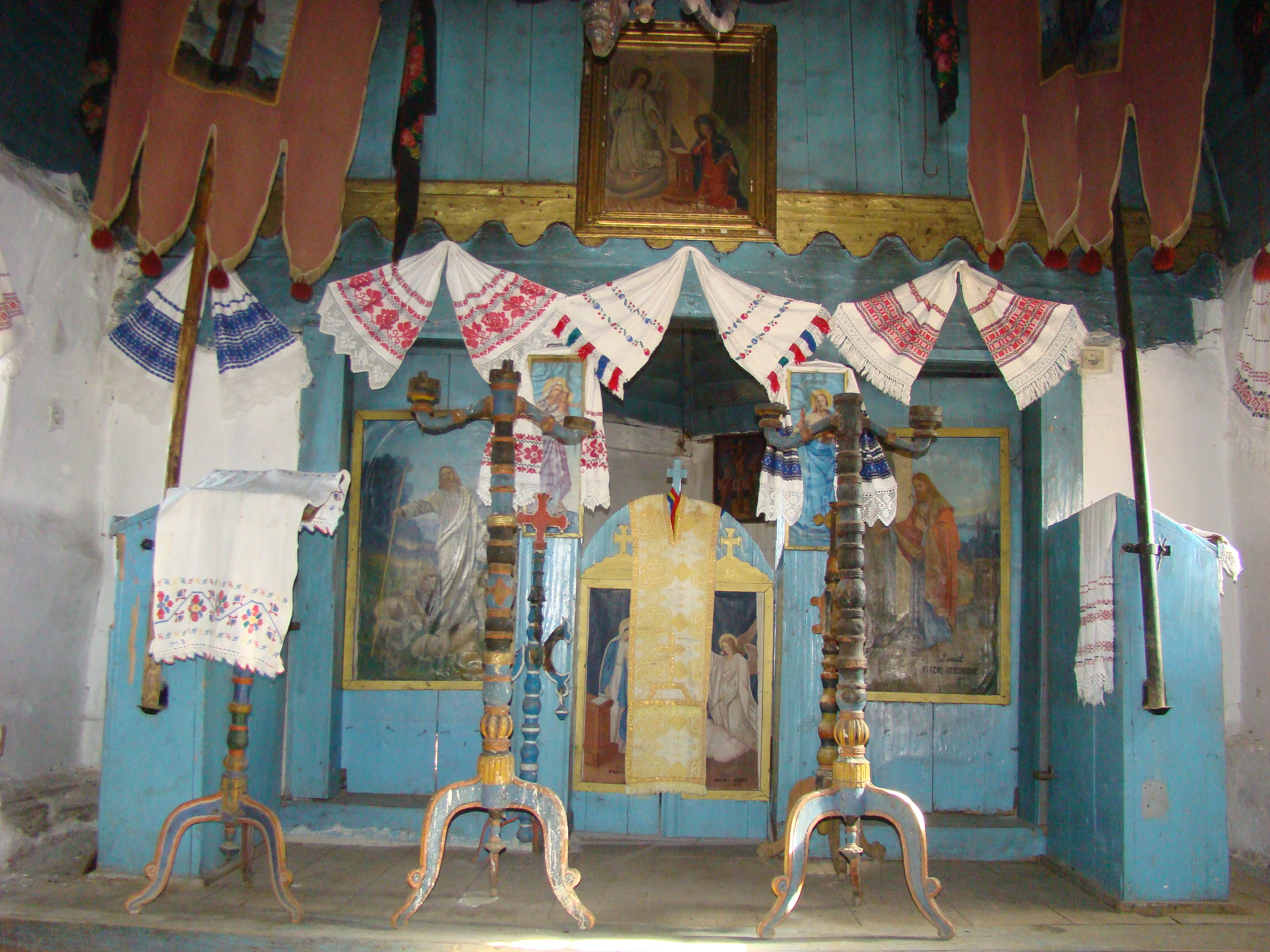
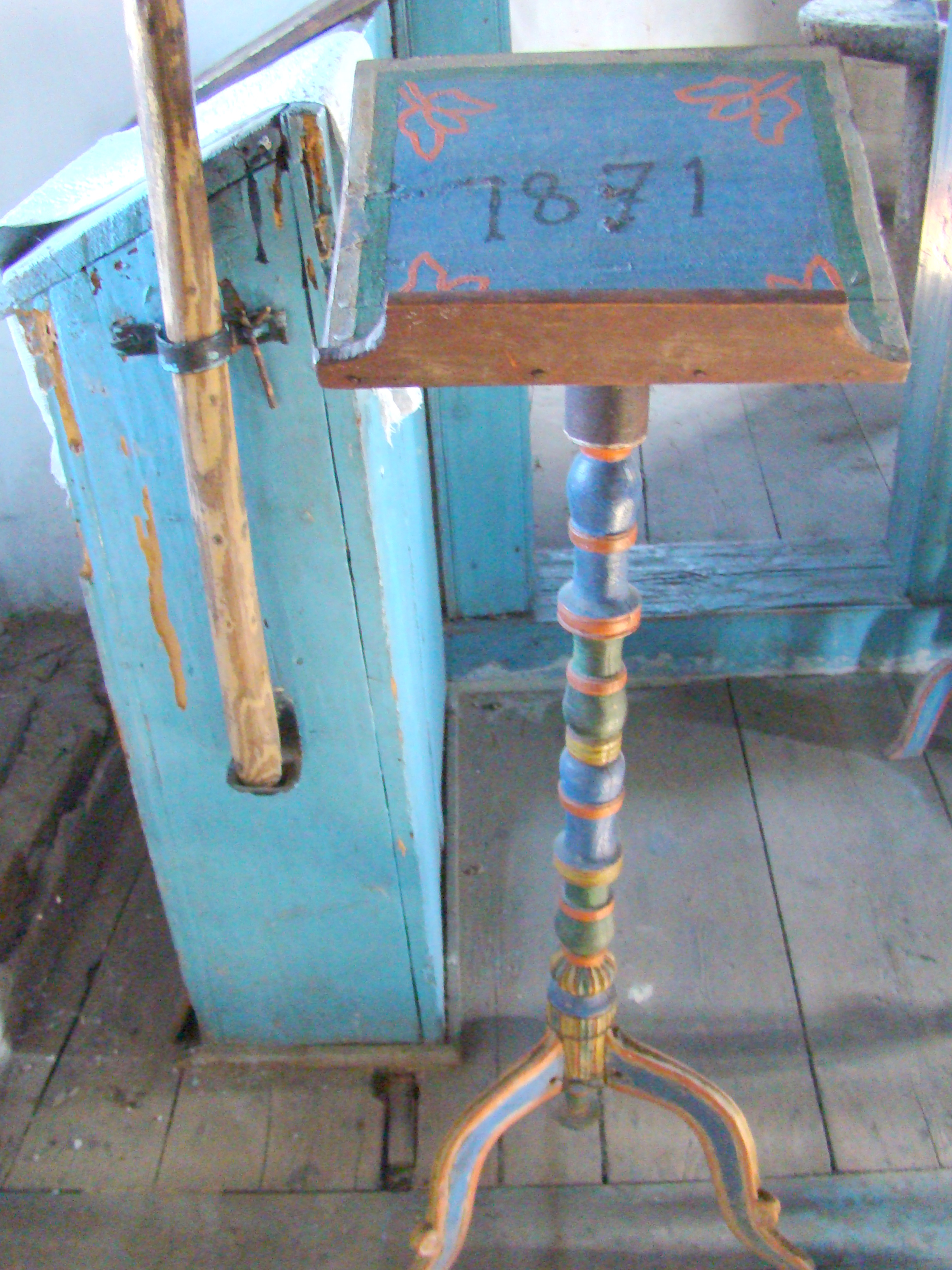
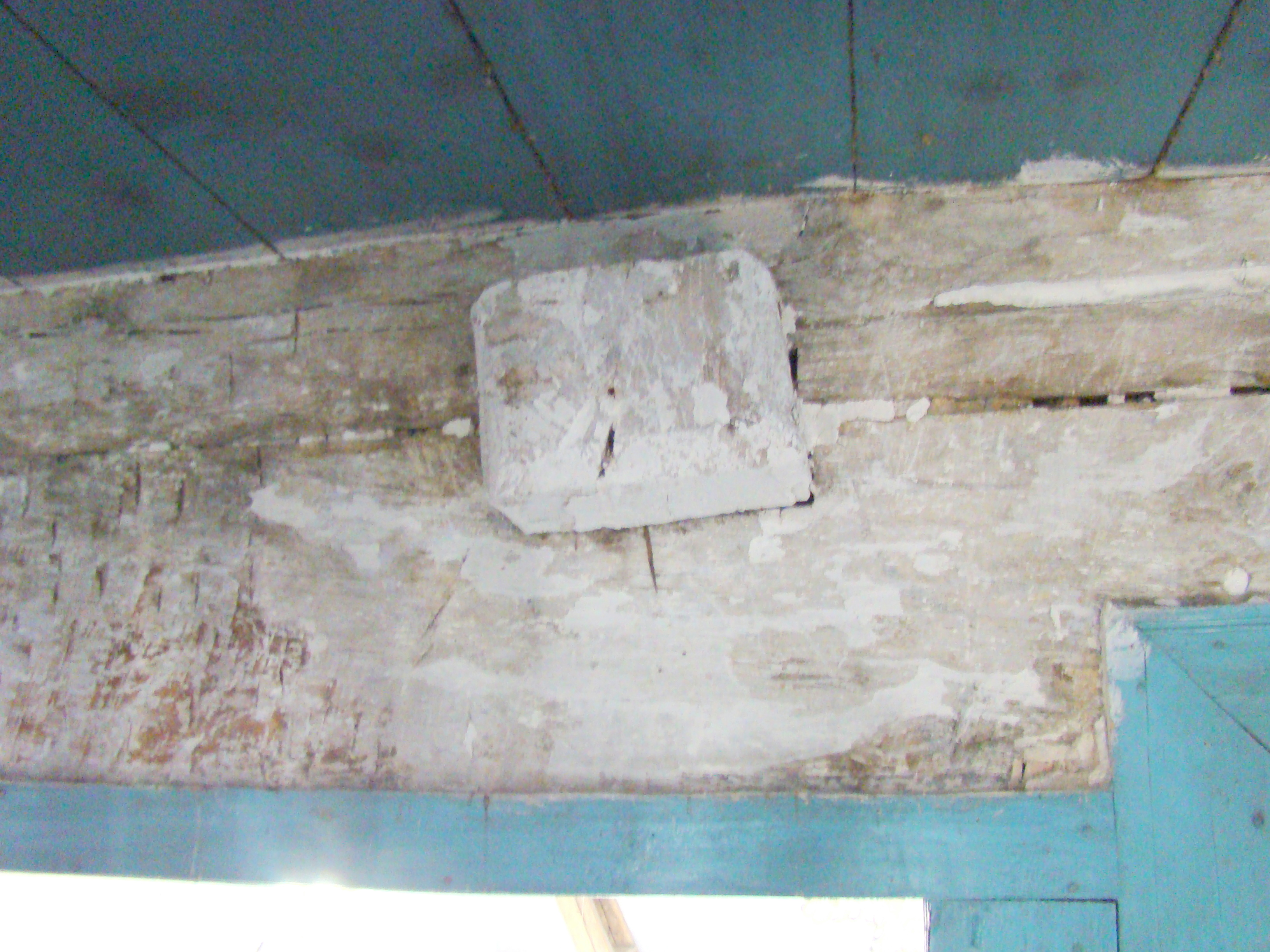
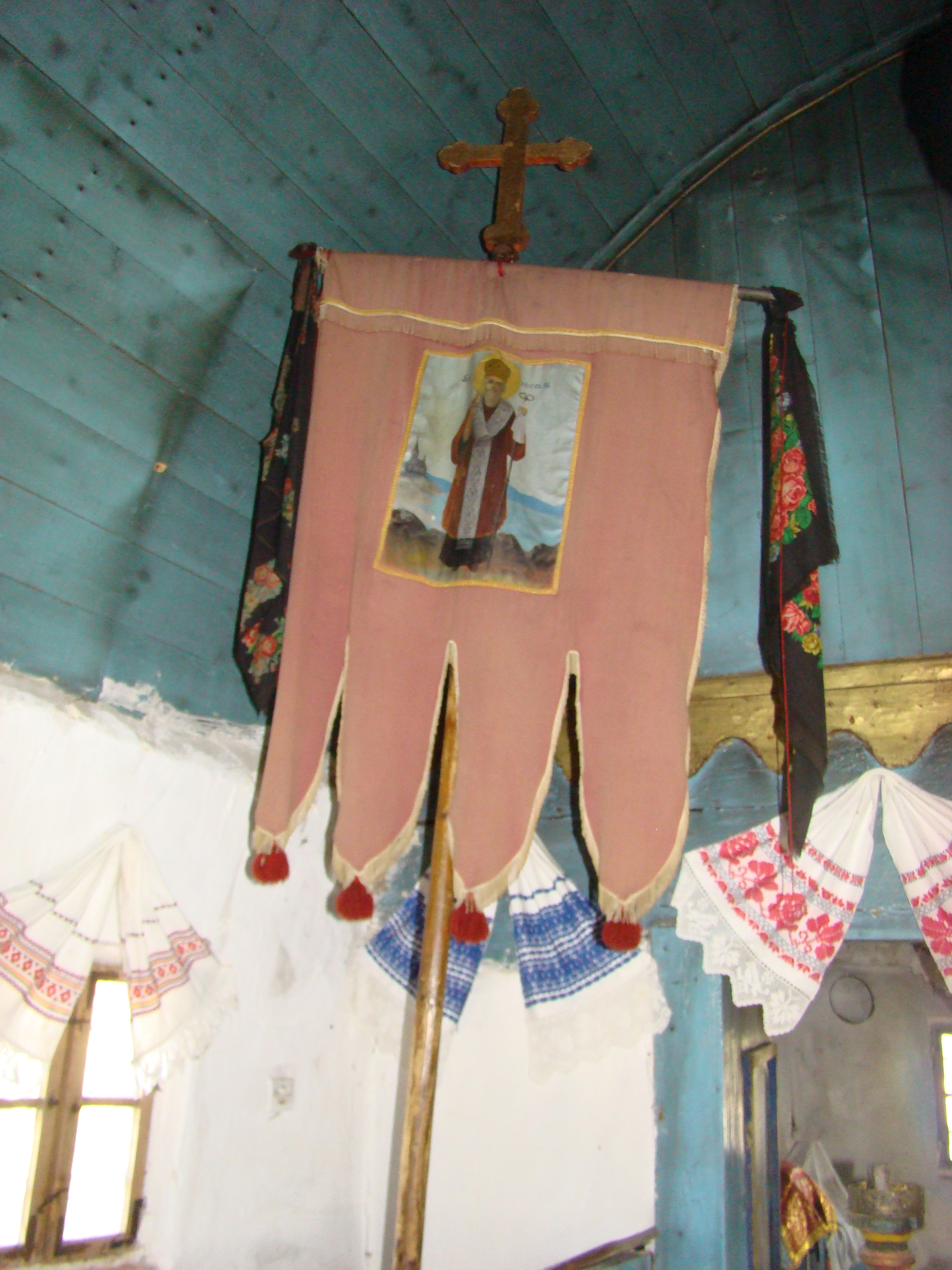
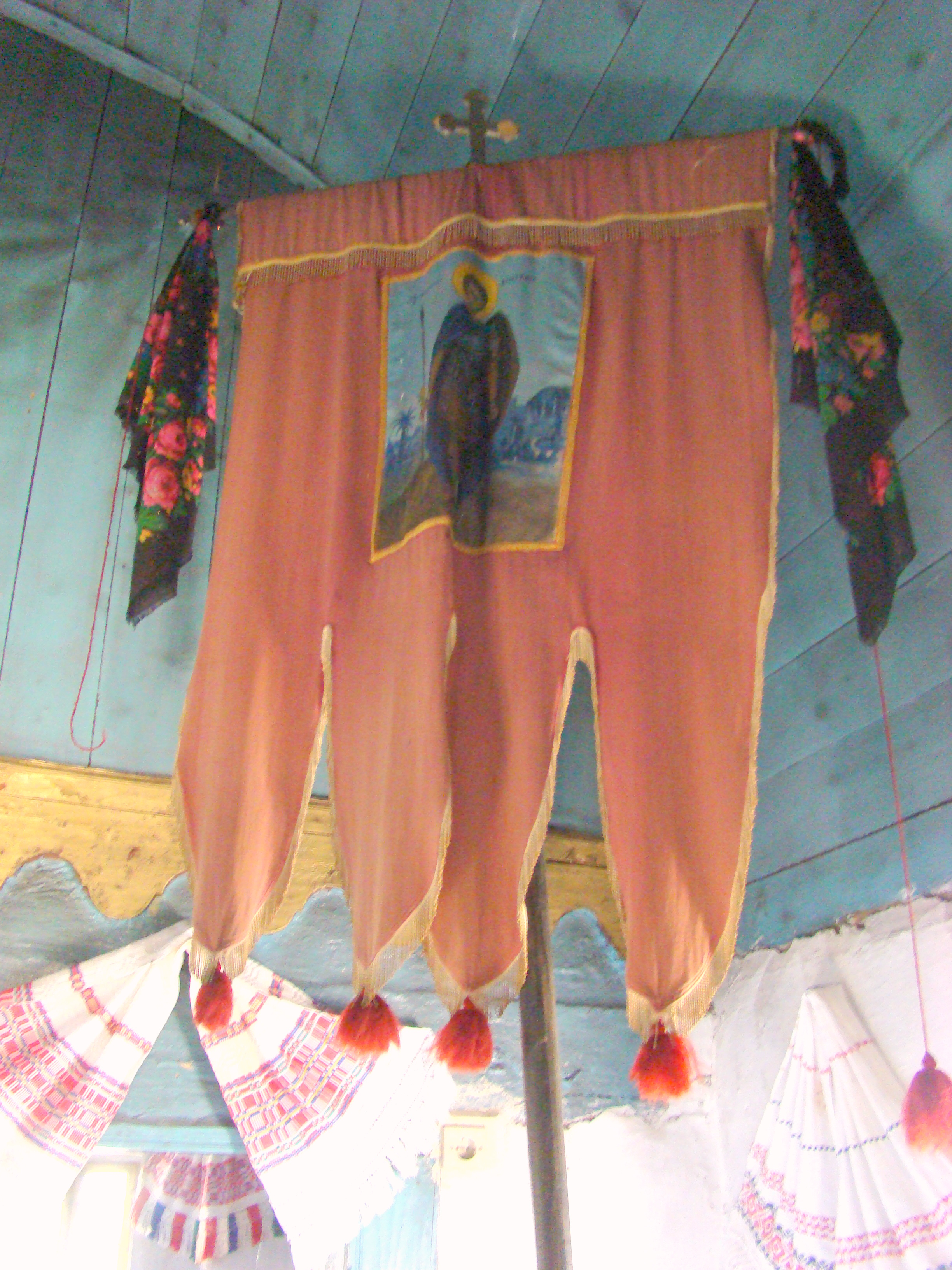
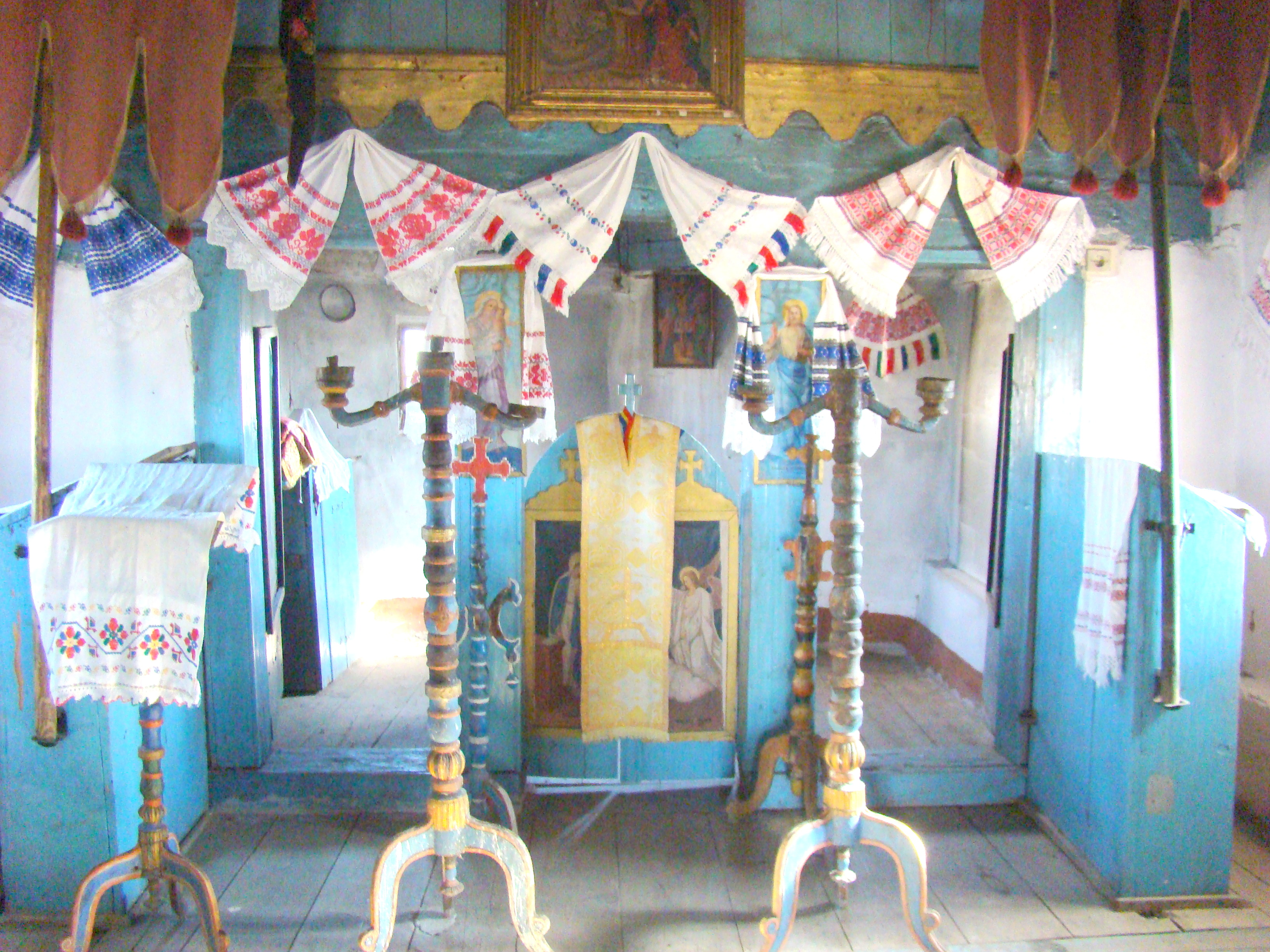
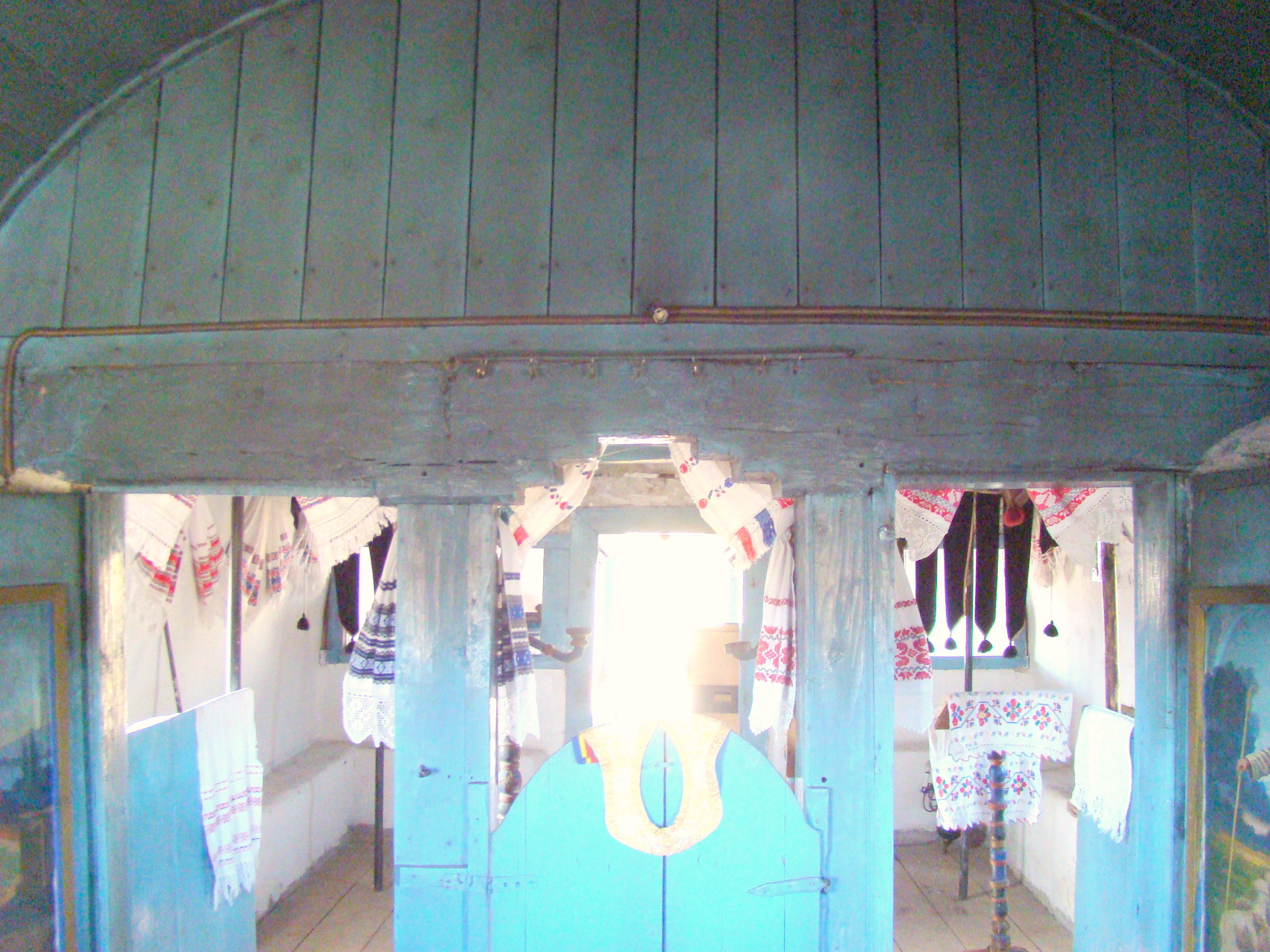
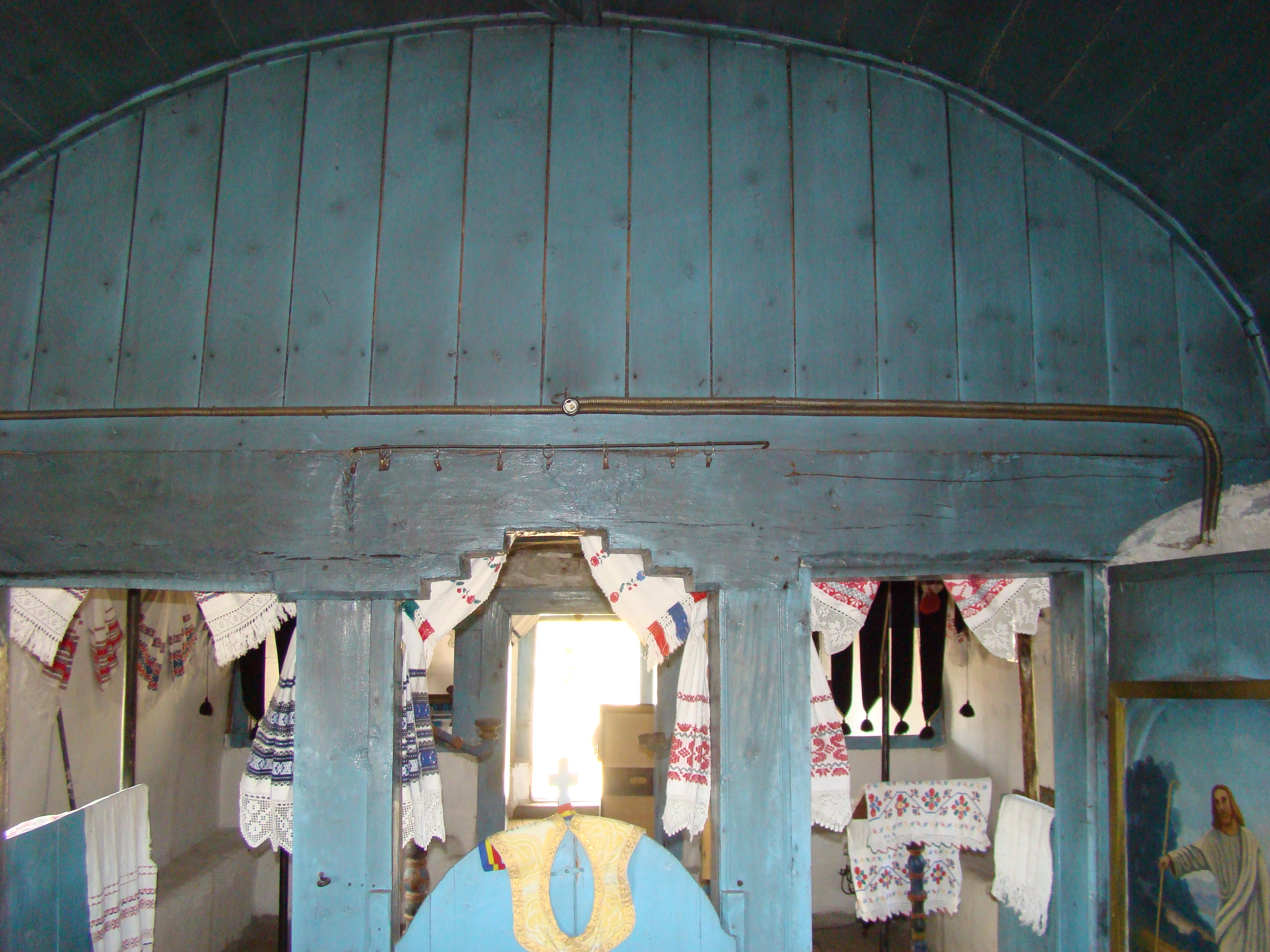
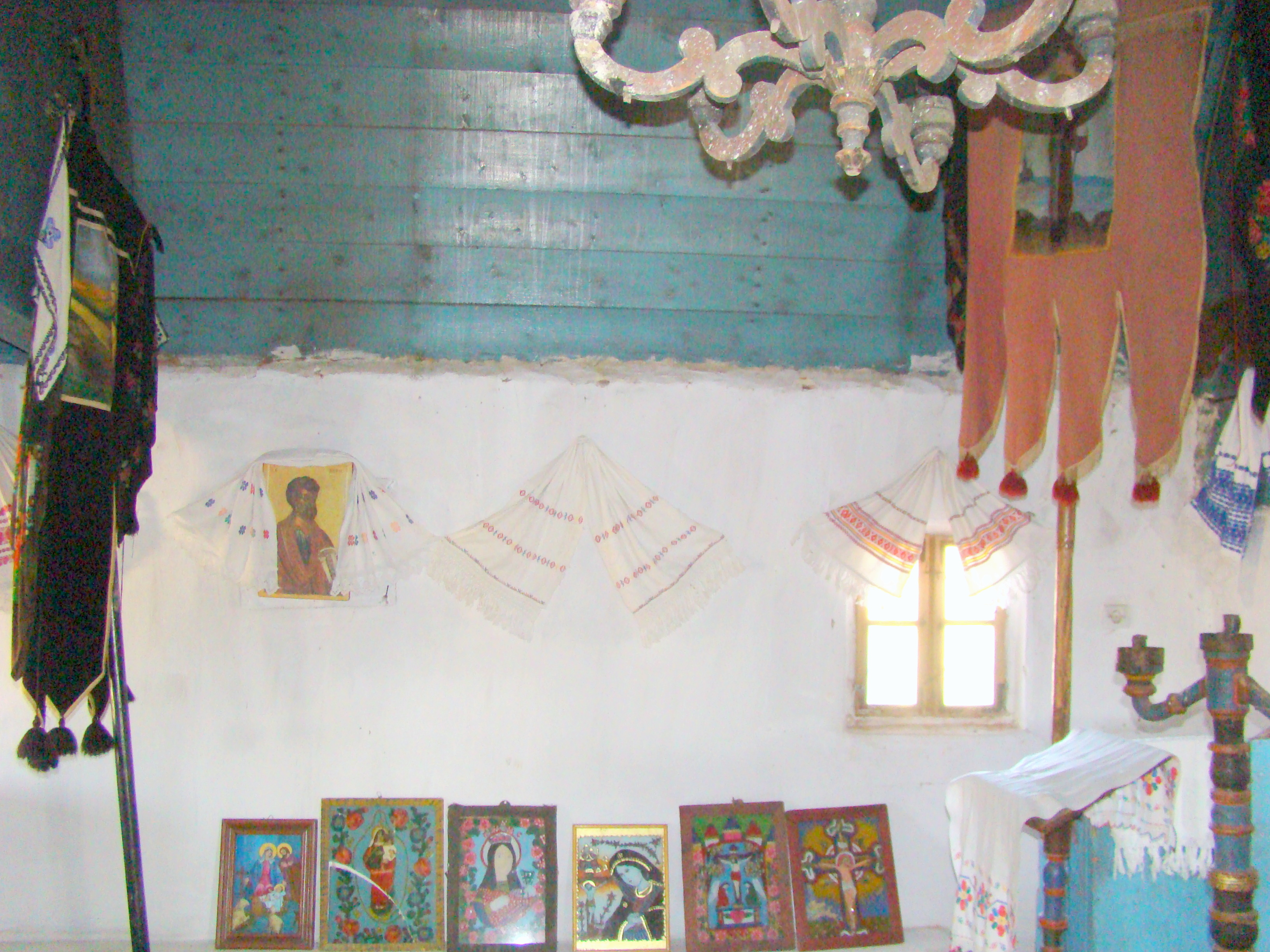
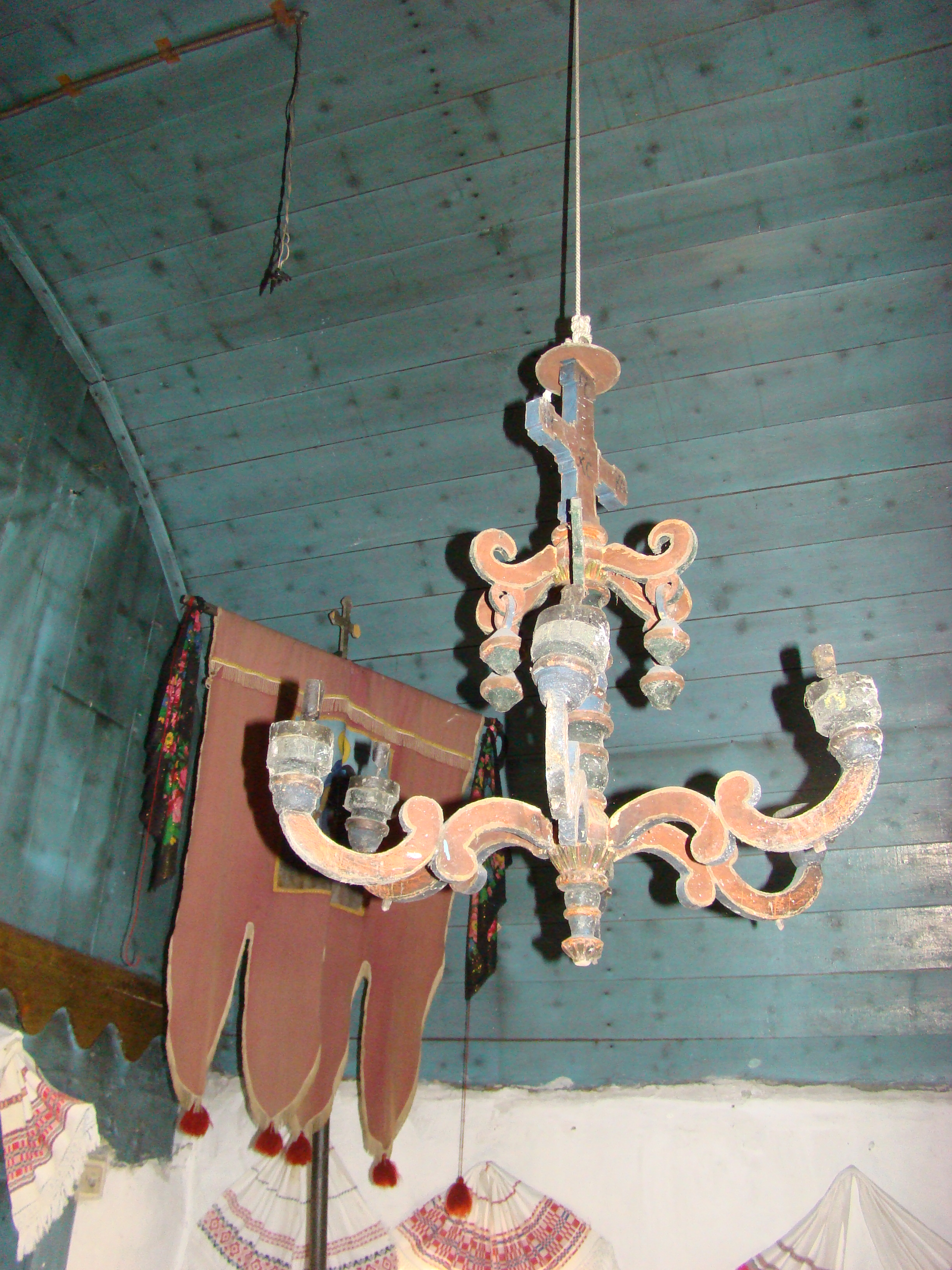
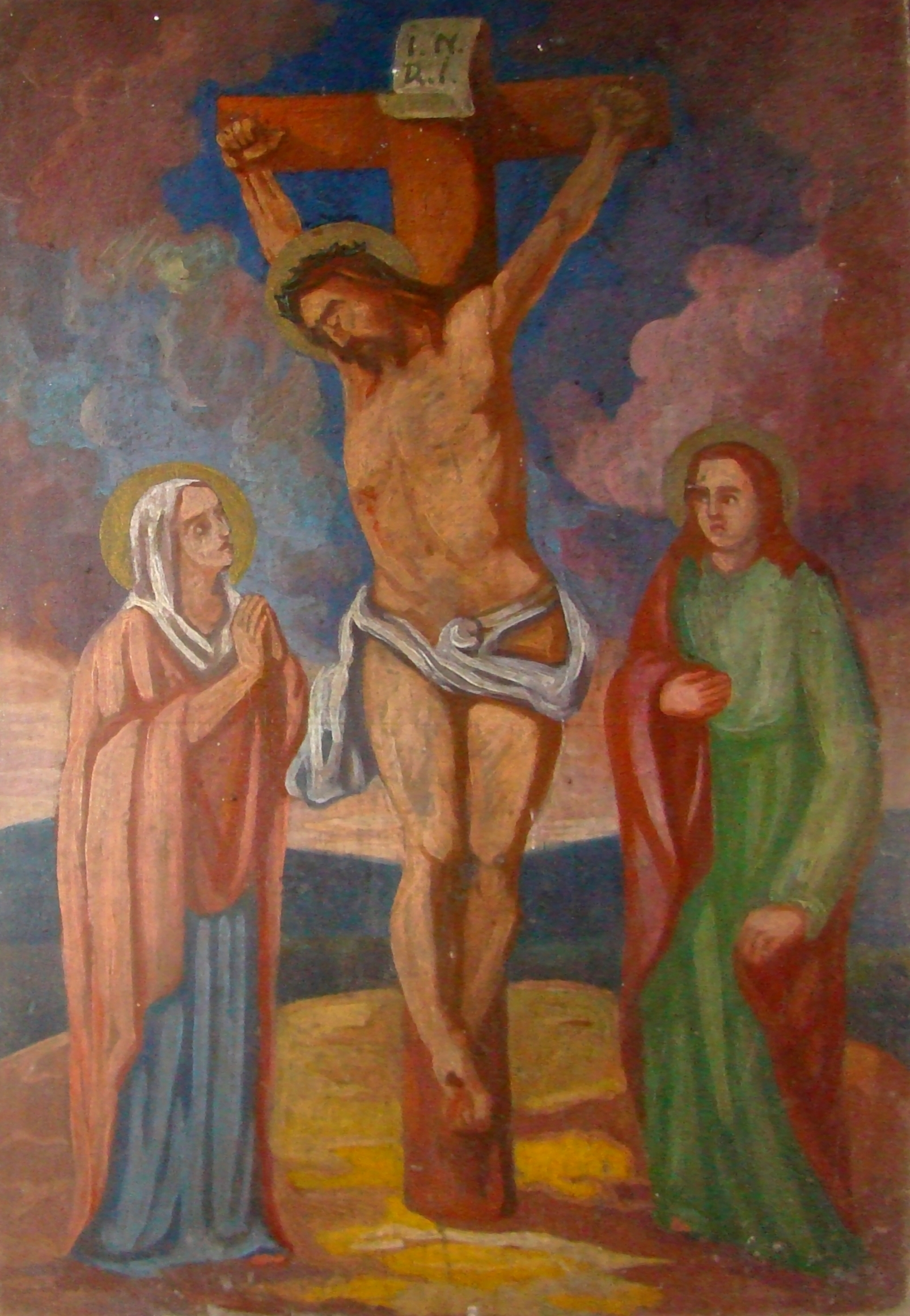
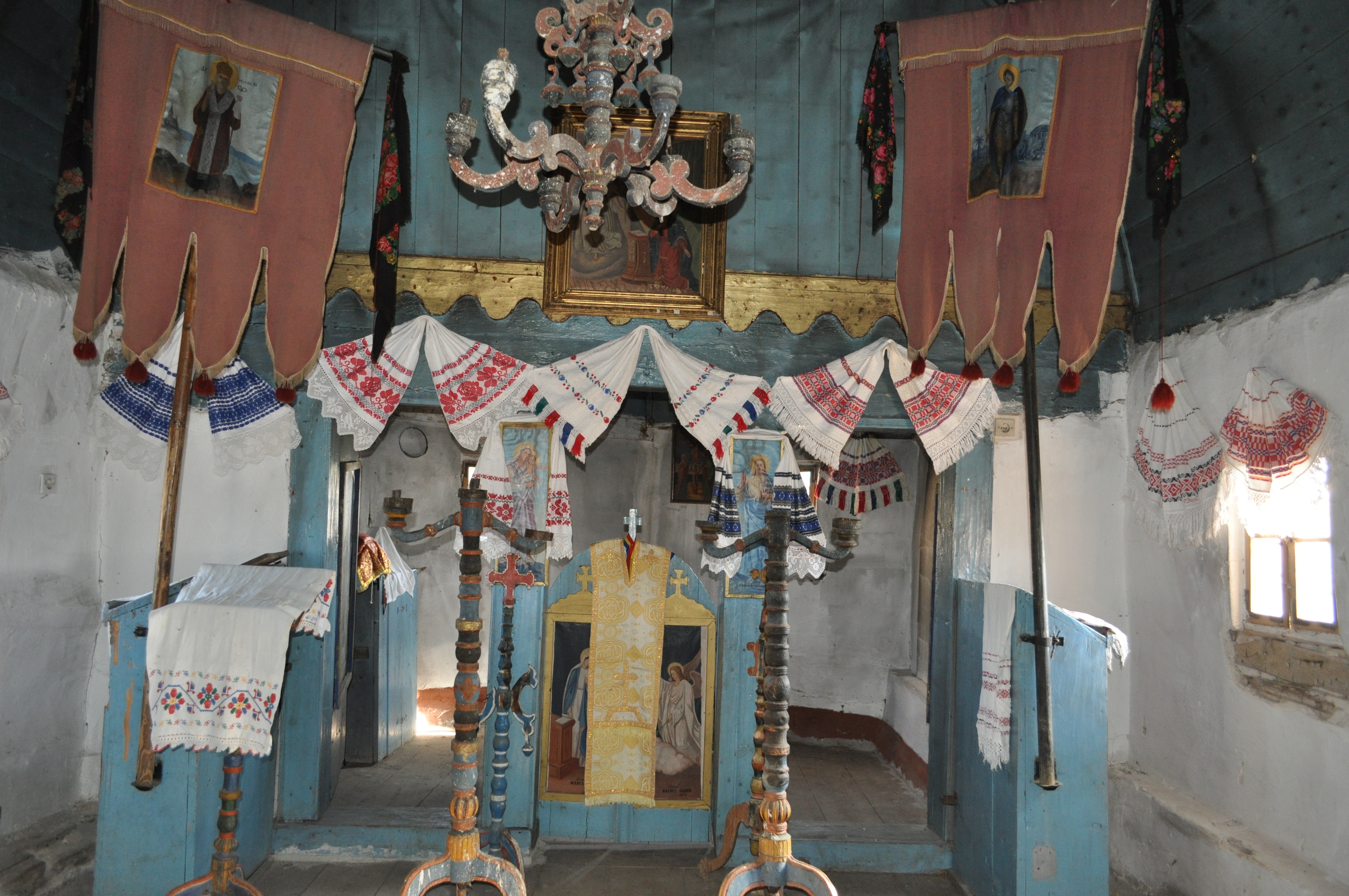
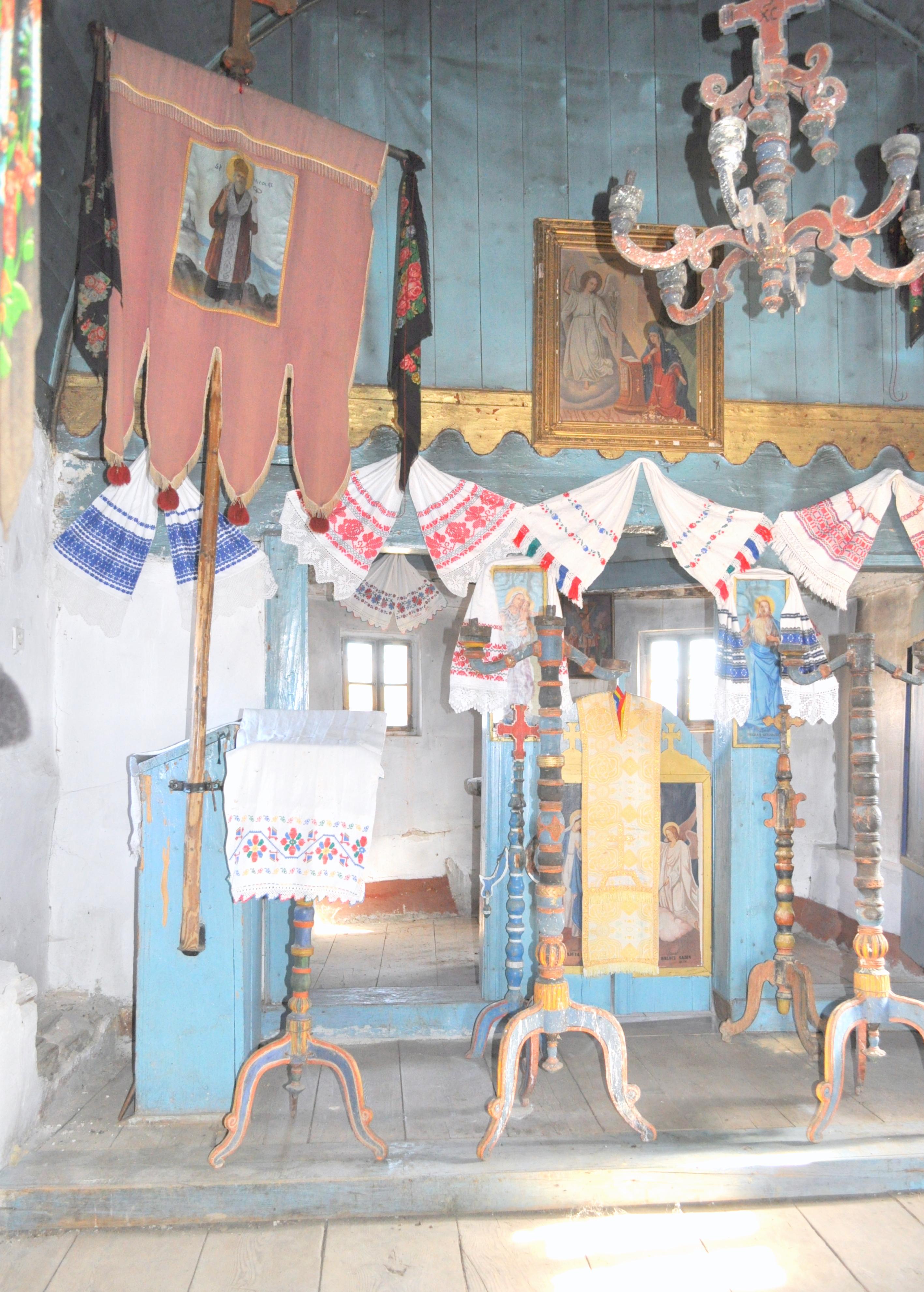
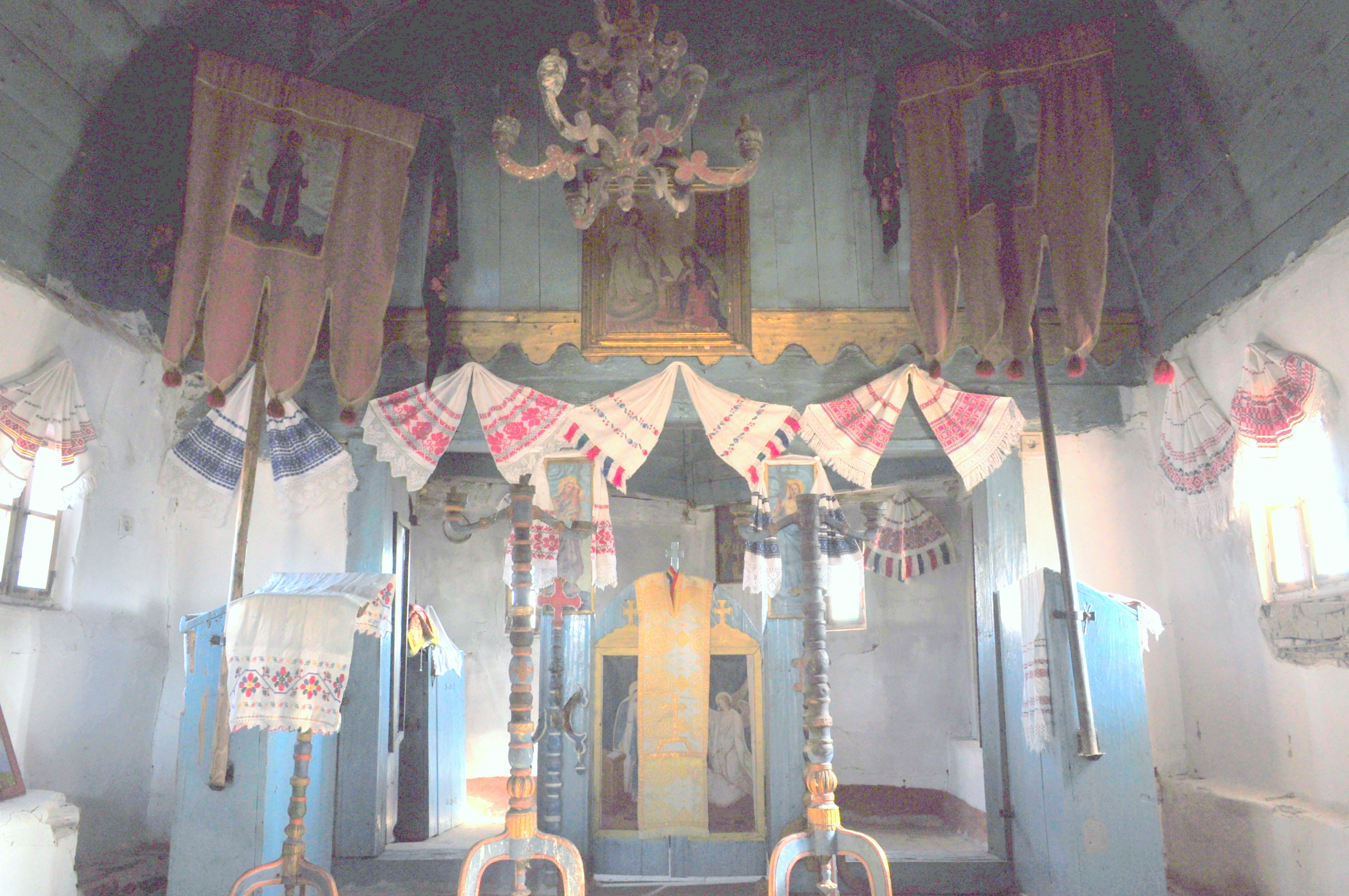